# Bamberg Baskets
Die Bamberg Baskets (seit 2025 aufgrund einer Werbevereinbarung BMA365 Bamberg Baskets) sind eine deutsche Basketballmannschaft aus Bamberg, die neunmal die Deutsche Meisterschaft und sechsmal den Deutschen Pokal gewann. Bamberg tritt in der Basketball-Bundesliga an. Lizenzinhaber ist die Bamberger Basketball GmbH.

## Geschichte

### Basketballanfänge in Bamberg
Ab 1953 brachte Sportlehrer Bert Peßler Bamberger Studenten die Grundlagen des Basketballsports bei, 1955 wurde auf Antrag von Winfried Potrykus im 1. FC 01 Bamberg eine Basketballabteilung gegründet. Im Dezember 1958 rief Peßler das Klaus-Haferkorn-Gedächtnisturnier ins Leben, welches den Basketballsport weiter voranbrachte und zu einer festen Einrichtung im Bamberger Sportleben wurde. Das Turnier wurde später als „Keimzelle des Basketball-Erfolgs in Bamberg“ beschrieben. 1962 stieg der 1. FC Bamberg in die Bayernliga und 1969 in die Oberliga auf.

### Vorgängerklubs (1970 bis 2001)

#### 1970er Jahre
1970 stieg der 1. FC 01 Bamberg unter der Leitung von Trainer Werner „Pablo“ Hartmann erstmals in die Basketball-Bundesliga auf. Die Mannschaft hatte sich in den Aufstiegsspielen gegen den BC Darmstadt durchgesetzt.
Das erste Bundesligaspiel der Vereinsgeschichte fand am 6. September 1970 beim USC München statt. Die Bamberger verloren trotz großer Unterstützung der eigenen Anhängerschaft (rund 350 der 600 anwesenden Zuschauer kamen aus Bamberg) mit 59:87. Auch das erste Bundesligaheimspiel wurde verloren: 73:75 gegen Grün-Weiß Frankfurt. Die Begegnung fand in der ausverkauften John-F.-Kennedy-Halle statt. Am folgenden Spieltag gelang gegen den TSV 1860 München der erste Sieg nach dem Aufstieg. Bambergs Trainer im ersten Bundesligaspieljahr war der auf einem Stützpunkt der US-Armee stationierte Sergeant Robert Lewis, bester FC-Korbschütze der Saison, die als Tabellenfünfter abgeschlossen wurde, war Lewis’ Landsmann Jim Wade. Finanziert wurde die Mannschaft damals von Gönnern und durch den Eintrittskartenverkauf.
In ihrem zweiten Bundesligajahr (1971/72) erreichten die Bamberger, deren Heimspiele sich mittlerweile durch regelmäßig vollbesetzte Ränge und eine hitzige Stimmung auszeichneten, die Endrunde der höchsten deutschen Spielklasse. Dort gelangen Siege gegen den SSV Hagen, gegen TuS 04 Leverkusen gab es zwei klare Niederlagen. Im DBB-Pokal stieß man ins Viertelfinale vor. 1972/73 kam die Mannschaft in der Bundesliga unter Trainer Ludovit Karpil, der den in seine Heimat zurückgekehrten Lewis ersetzt hatte, in die Vorschlussrunde, dort erfolgte gegen den MTV Gießen das Aus. Im Pokalwettbewerb drang man erneut unter die besten acht Mannschaften vor, verlor dann gegen den ASV Köln.
1976 verabschiedete sich mit Wade der überragende Mann der bisherigen Bamberger Bundesligajahre, mit Ljubodrag Simonovic wurde ein jugoslawischer Nationalspieler geholt, der in der Hauptrunde der Saison 1976/77 die Bundesliga-Korbjägerliste anführte und gleich am ersten Spieltag 55 Punkte erzielte, was ligaweit einen neuen Höchstwert bedeutete. 1977 wechselte Alt-Nationalspieler Holger Geschwindner nach Bamberg und war bis zum Abstieg 1979 Leistungsträger der Mannschaft. Den Bundesliga-Klassenerhalt verpasste man trotz guter Leistungen Geschwindners und auch des US-Amerikaners Kennith Sweet, der 1978 verpflichtet worden war und jahrelang blieb. Der Abstieg stand nach einer 79:81-Niederlage gegen den Post SV Bayreuth fest, ausgerechnet der aus Bamberg stammende Manfred Voigt erzielte in dieser Partie mit einem „Verzweiflungswurf“ im Fallen den entscheidenden Korb für Bayreuth.

#### 1980er Jahre
Nachdem man in den Spielzeiten 1979/80 und 1980/81 zwar in der Spitzengruppe der 2. Bundesliga vertreten gewesen war, aber den Wiederaufstieg jeweils verpasst hatte, gelang 1982 die Rückkehr. Bamberg war Zweiter der 2. Bundesliga Süd geworden, am Grünen Tisch wurde Meister TuS PAM Aschaffenburg jedoch der Titel ab- und Bamberg zuerkannt. Trainer Rudolf Lorber hatte mit Sweet einen überragenden Amerikaner, auch Bernd Ziegmann und Jürgen Becher waren Eckpfeiler der Mannschaft. Nach erfolgtem Bundesliga-Wiederaufstieg wurde Karpil als Trainer zurückgeholt, der zunächst auf Sweet verzichten wollte. Der Amerikaner spielte schließlich aber doch, da sich der Erhalt der Spielberechtigung für den 2,12 Meter großen Richard Johnson verzögerte. Sweet war wie im Aufstiegsjahr auch in der Bundesliga bester Bamberger Punktesammler, doch das reichte nicht zum Klassenerhalt, der nach einer Auswärtsniederlage am letzten Spieltag der Abstiegsrunde gegen den MTV Wolfenbüttel feststand.
In der Saison 1983/84 gelang unter Trainer Dirk Dunbar der direkte Wiederaufstieg in die höchste Spielklasse. Mit dabei war auch wieder der inzwischen Enddreißiger Holger Geschwindner, Punktegarant war erneut Kennith Sweet, auch Wolfgang Goppert sowie die beide aus Bayreuth nach Bamberg gewechselten Stefan Baierlein und Michael Boyle trugen erheblich zum Aufstieg bei. Zudem wurde das Halbfinale im DBB-Pokal erreicht.
In den folgenden Jahren nach dem Wiederaufstieg vermochte die Mannschaft, sich nicht nur von den Abstiegsrängen fernzuhalten, sondern zog in der Saison 1986/87 unter Trainer Dan Palmer, der im November 1986 „Pablo“ Hartmann ablöste, gar ins Halbfinale um die deutsche Meisterschaft ein. Dort traf man auf Bayer Leverkusen, bezwang den Titelverteidiger im ersten Spiel auswärts, verlor anschließend jedoch die beiden nächsten Spiele und musste sich anschließend in den Spielen um den dritten Platz auch Gießen geschlagen geben. Mit dem US-Amerikaner Ralph McPherson hatte Palmer auf dem Weg zu diesem guten Saisonergebnis einen Spieler, der als „einer, wenn nicht sogar der beste ausländische Spieler“ bezeichnet wurde, „der jemals das Trikot des 1. FC Bamberg getragen hatte“. Auch Kennith Sweet war nach wie vor eine Stütze der Mannschaft.
Im Vorfeld des Spieljahres 1987/88 erzielten die Bamberger keine Einigung mit Palmer, sodass ein neuer Mann für das Traineramt gefunden werden musste. Es wurde der ehemalige Starspieler Ljubodrag Simonovic, der allerdings auf mehrere Akteure der erfolgreichen Vorsaison verzichten musste, darunter McPherson. Simonovic blieb als Trainer in Bamberg glücklos, im Laufe der Spielzeit 1987/88 kam es zur Trennung, Manager Hans Herbst sprang ein und betreute die Truppe. Hinzu kamen wirtschaftliche Sorgen. Der Hauptverein FC Bamberg ging ohne Verschulden der Basketballabteilung bankrott, die Bamberger Basketballer gründeten am 10. Februar 1988 mit TTL Basketball Bamberg einen Nachfolgeverein, in den alle vorherigen FC-Basketballmannschaft übergingen. Der neue Vereinsname TTL (abk. für Tapeten-Teppichboden-Land) ging auf die Zusammenarbeit mit einem Fachmarkt für Raumausstattung zurück, der als Geld- und Namensgeber fungierte.
1988 übernahm Terry Schofield das Traineramt, der zuvor erfolgreich in Göttingen gearbeitet hatte. In Bamberg sei es im Vergleich zu Göttingen viel professioneller zugegangen, erinnerte sich Schofield später, der in seinem ersten Bamberger Jahr Ärger bekam, als er im Anschluss an einen Sieg zum Feiern durch die Kneipen zog und eigener Aussage nach deshalb die Kündigung angedroht bekam.

#### 1990er Jahre
1992 gelang der erste nationale Titelerfolg im Herrenbereich mit dem Gewinn des Pokalwettbewerbs. 1993 zog man erstmals in der Bamberger Basketballgeschichte in die Endspielserie um die deutsche Meisterschaft ein, verlor dort aber gegen Leverkusen. Die Saison 1993/94 schloss man als Tabellenführer der 1. Bundesliga Süd ab und zog ins Halbfinale ein, wo man Brandt Hagen unterlag. Dennoch, so hielten die Chronisten fest, hatte sich Bamberg, das unter Schofield „als einziges Team der letzten fünf Jahre regelmäßig im Halbfinale“ gestanden hatte, „seinen Platz als eine der führenden Kräfte im deutschen Basketball bestätigt“. Mitte Dezember 1994 brach Schofield während eines Spiels gegen Ulm mit Kreislaufproblemen zusammen, musste sein Amt niederlegen und auf Anraten seines Arztes „Abstand vom Basketball“ gewinnen. Schofields Assistent Ken Scalabroni wurde nach dessen krankheitsbedingtem Abschied zum Cheftrainer befördert. Ab 1995 wurde die Bezeichnung der Mannschaft durch den Einstieg der uniVersa Versicherungen auf TTL uniVersa Bamberg erweitert.
Im Jahr 1999 übernahm Wolfgang Heyder Führungsaufgaben bei der Bundesligamannschaft und wirkte als Sportdirektor, die längste Zeit aber auch in Doppelfunktion als Geschäftsführung, und sollte in den folgenden 15 Jahren eine prägende Wirkung auf die Bundesligamannschaft, aber auch die Organisation des Umfelds haben. Nach finanziellen Problemen rettete zunächst 2000 der Einstieg des neuen Namenssponsors TSK den Bamberger Bundesligabasketball. Der langjährige „Macher“ des Bundesligisten, Hans Herbst, zog sich zurück. Die Mannschaft trat nun als TSK uniVersa Bamberg an.

### Ära Bauermann (2001 bis 2008)
Bereits in der Saison 2001/02 war Dirk Bauermann, der zu Beginn der 1990er Jahre mit dem TSV Bayer 04 Leverkusen bereits siebenmal deutscher Meister und viermal Pokalsieger geworden war, neuer Trainer der Bamberger Basketballmannschaft geworden. Die Bamberger hatten drei sportlich magere Spielzeiten in der Meisterschaft hinter sich, in der man bis auf Qualifikationen für das BBL-Top-Four im Pokalwettbewerb nicht viel erreichte. Unter Bauermann konnte man sich zunächst wieder für die Play-offs der besten acht Mannschaften qualifizieren. Bereits in der folgenden Saison 2002/03 gelang erstmals seit 1993 wieder der Einzug in die Play-off-Finalserie um die deutsche Meisterschaft. Hatte man zehn Jahre zuvor gegen den von Bauermann trainierten Serienmeister Leverkusen verloren, so verlor man diesmal gegen den damaligen Serienmeister Alba Berlin. Differenzen zwischen dem Hauptsponsor und dem Verein gefährdeten 2003 aber den sportlichen Aufschwung und stellten den Verbleib in der Basketball-Bundesliga in Frage.
Nach dem Einstieg des neuen Namenssponsors GHP Holding und der Namensänderung in GHP Bamberg konnte die Mannschaft den sportlichen Aufschwung fortsetzen und in der Play-off-Halbfinalserie der Saison 2003/04 den Titelverteidiger und Serienmeister Alba Berlin knapp in fünf Spielen bezwingen. Den vakanten Meistertitel konnte man jedoch nicht erobern und verlor in der Finalserie wiederum in der Maximaldistanz von fünf Spielen gegen die Opel Skyliners. Ein Jahr später war es dann so weit, als man in einer Neuauflage der Vorjahresfinalserie den Titelverteidiger aus Frankfurt am Main in fünf Spielen bezwang und erstmals den Meistertitel nach Bamberg holte. Zu den prägenden Spielern der Mannschaft gehörten Nationalspieler Steffen Hamann sowie die gebürtigen US-Amerikaner Rick Stafford und Chris Ensminger, denen insbesondere Qualitäten in der Verteidigung nachgesagt wurden. Mit dem Meisterschaftsgewinn war man auch erstmals für den höchstrangigen europäischen Vereinswettbewerb EuroLeague qualifiziert, in dem man als erste deutsche Mannschaft in der jüngeren Geschichte dieses Wettbewerbs seit dem Jahr 2000 das in Gruppenspielen ausgetragene Achtelfinale („Top 16“) der EuroLeague 2005/06 erreichte. Beim Top Four 2006 des Pokalwettbewerbs vor heimischem Publikum verlor man jedoch das Finale gegen Alba Berlin und in der Play-off-Halbfinalserie der Basketball-Bundesliga 2005/06 musste man sich als Titelverteidiger knapp RheinEnergie Köln geschlagen geben.
Mit Beginn der Saison 2006/07 änderte der Verein seinen Namen in Brose Baskets, da die Brose Fahrzeugteile GmbH & Co. KG neuer Hauptsponsor wurde. In der Finalserie der Meisterschaft konnte man sich den Titel gegen die Artland Dragons zurückholen und Casey Jacobsen, der anschließend zunächst wieder in die NBA zurückkehrte, wurde als MVP der Finalserie ausgezeichnet. In den Play-offs der Saison 2007/2008 schied man jedoch bereits in der ersten Runde aus. Eine Woche später gab Trainer Dirk Bauermann seinen Rücktritt bekannt, der sich auf seine bisherige, seit 2003 ausgeübte Nebentätigkeit als Bundestrainer der deutschen Herren-Nationalmannschaft konzentrierte. Neben dem sportlichen Misserfolg in dieser Saison hatte die Liga und der DBB auf eine Trennung der Ämter von Erstliga-Vereinstrainer und Nationaltrainer gedrängt.

### Ära Fleming (2008 bis 2014)
Als neuer Cheftrainer und Nachfolger wurde Chris Fleming von den Artland Dragons verpflichtet. Neben dem damals 38-jährigen Amerikaner wechselte auch sein langjähriger Trainerassistent Arne Woltmann mit aus Quakenbrück zu den Brose Baskets. Mit ins Frankenland brachte Fleming seinen Landsmann und Aufbauspieler der Dragons John Goldsberry. Der Neuaufbau und die Neuausrichtung der Mannschaft, von der nur wenige Spieler wie der Serbe Predrag Šuput übrig blieben, gestaltete sich zunächst schwierig. In der Saison 2008/09 erreichten die Brose Baskets nur knapp den Einzug in die Play-offs, in denen man zwar die Halbfinalserie erreichte, dort aber gegen den späteren Meister EWE Baskets Oldenburg ausschied, gegen die man bereits ein Jahr zuvor in der ersten Runde gescheitert war.
Zu Beginn der Saison 2009/10 wurde das Nachwuchstalent Tibor Pleiß verpflichtet, sowie der Finals-MVP der Meistermannschaft von 2007, Casey Jacobsen, als neuer Mannschaftskapitän zurückgeholt. Nach einem erneut eher holprigen Saisonstart und einer frühen Verletzung von John Goldsberry verpflichtete man als Ersatz übergangsweise den gebürtigen Slowaken Anton Gavel. Nachdem sich die Leistungen in der Bundesliga fortan festigten, suchte man nach Möglichkeiten um eine Verlängerung des Vertrages mit Gavel bis Saisonende finanziell zu ermöglichen, wofür unter anderem die T-Shirt-Aktion „Anton muss bleiben“ ins Leben gerufen wurde. Zum Saisonende erreichte man schließlich noch den fünften Tabellenplatz. Nachdem man bereits den Pokalwettbewerb 2010 gegen den Top-Four-Gastgeber Skyliners Frankfurt mit einem Punkt Unterschied im Finalspiel gewonnen hatte, nutzte man in den Play-offs die Ausgangslage, dass in der ersten Runde alle Mannschaften mit Heimrecht bereits ausgeschieden waren, wodurch man als Fünfter der Hauptrunde Heimrecht für das Halbfinale und ein mögliches Finale erhielt. Nach zwei Serien ohne Niederlage ging man gegen die Skyliners auch in der dritten Auflage dieser Finalserienpaarung wieder über fünf Spiele und holte die dritte Meisterschaft nach Bamberg. Jacobsen wurde erneut zum MVP der Finalserie ernannt.
Für die Saison 2010/11 konnte das erfolgreiche Aufgebot der Vorsaison weitgehend zusammengehalten und gezielt verstärkt werden. Daraufhin dominierte die eingespielte Mannschaft die Punkterunde fast nach Belieben und musste in 34 Spielen nur zwei Niederlagen hinnehmen. Ebenso gewann sie den Pokalwettbewerb, dessen Finalturnier auch noch in Bamberg stattfand. Gegen Braunschweig verteidigten sie mit 69:66 den Pokalsieg des Vorjahres. In der Meisterschaft überstanden die Brose Baskets gegen die Eisbären Bremerhaven souverän das Viertelfinale. Im Halbfinale mussten sie dann aber überraschend zwei Auswärtsniederlagen gegen die Artland Dragons hinnehmen und gewannen erst im entscheidenden fünften Spiel. Im Finale gegen Alba Berlin zeigten die Bamberger erneut Auswärtsschwächen und nachlassende Form. Im entsprechenden fünften Finalspiel in der Stechert-Arena, lagen nach einem guten Start der Brose Baskets die Berliner bis kurz vor Spielende in Führung. Die Bamberger konnten das Spiel in den Schlussminuten jedoch vor allem durch Dreier von Goldsberry und Roberts drehen und mit 72:65 für sich entscheiden. Damit wurden sie zum vierten Mal deutscher Meister und schafften das zweite Double in Folge. MVP der Finalserie wurde der aus der zweiten italienischen Liga Legadue gekommene Kyle Hines, der unter den Fans im Frankenland nur „Karl-Heinz“ gerufen wurde und als Entdeckung der Saison auch europäische Spitzenklubs auf sich aufmerksam gemacht hatte.
Während Hines zu Olympiakos Piräus nach Griechenland wechselte, wurde die Kontinuität im Kader der Brose Baskets auch für die Saison 2011/12 weitgehend fortgesetzt und der Mannschaftskern um Jacobsen, Gavel, Goldsberry, Suput, Tadda und Pleiß gehalten. Die Abgänge konnten durch starke Verpflichtungen mehr als nur kompensiert werden. So wurden beispielsweise der frühere Liga-MVP Julius Jenkins, Center Marcus Slaughter, sowie PJ Tucker, für den sich die Saison in Bamberg als Sprungbrett in die NBA erweisen sollte, unter Vertrag genommen. Am Ende der Hauptrunde stand Bamberg mit 30 Siegen und vier Niederlagen auf dem ersten Tabellenplatz. Während der Saison konnte die Mannschaft wieder den Pokalwettbewerb für sich entscheiden. Im Kampf um die Meisterschaft konnten sich die Brose Baskets im Playoff-Viertelfinale mit 3:1 gegen die Telekom Baskets Bonn durchsetzen, Bamberg verlor dabei überraschend das erste Heimspiel. Diese Niederlage war die erste Heimniederlage seit 49 Spielen. In der Halbfinalserie besiegte man die Artland Dragons glatt in drei von fünf möglichen Spielen (Best-of-Five). Im Finale setzte sich Bamberg schließlich gegen Ratiopharm Ulm ebenfalls mit 3:0 durch. Damit gewann Bamberg das Double zum dritten Mal in Folge. Unter anderem aufgrund dieser Erfolge unterschrieben nach der Saison mehrere Spieler höher dotierte Verträge bei anderen Vereinen, so dass in der folgenden Saison die Kontinuität im Kader nicht mehr komplett fortgesetzt werden konnte. Die beiden Centerspieler Tibor Pleiß und Marcus Slaughter wechselten nach Spanien, Combo-Guard Brian Roberts und der neue Finals-MVP P. J. Tucker schafften den Sprung in die NBA. Predrag Šuput zog es nach fünf Jahren zu KK Cedevita in Kroatien.
Dennoch konnte der Kern der Mannschaft mit Verteidigungsass Gavel, Kapitän Jacobsen, Goldsberry sowie Nationalspieler und „Eigengewächs“ Karsten Tadda für die Saison 2012/13 zusammengehalten werden. Bei den Neuzugängen stach insbesondere der slowenische Nationalspieler und ehemalige NBA-Profi Boštjan Nachbar hervor. Doch verletzungsbedingte Ausfälle führten während der Spielzeit zu vielen Umstrukturierungen im Kader. In der EuroLeague 2012/13 erreichte man erstmals nach sieben Jahren durch einen Verlängerungssieg im letzten Vorrunden-Gruppenspiel gegen Partizan Belgrad die Zwischenrunde der 16 besten Mannschaften, in der man jedoch in 14 Spielen, darunter auch zwei gegen den weiteren deutschen Vertreter Alba Berlin, sieglos blieb. Auch im Pokalwettbewerb BBL-Pokal 2013 verlor man als Titelverteidiger im Viertelfinale in eigener Halle mit 69:77 gegen den FC Bayern München. In der deutschen Meisterschaft hingegen beendeten die Bamberger die Hauptrunde der Bundesliga mit 26 Siegen auf Platz eins der Tabelle. Im Play-off-Viertelfinale setzten sich die Brose Baskets gegen Phoenix Hagen mit 3:1 durch. Im Halbfinale trafen sie auf die Mannschaft des FC Bayern München, die man nach fünf Spielen mit 3:2 besiegen konnte, wodurch man nun zum vierten Mal in Folge im Finale um die deutsche Basketballmeisterschaft stand. Hier warteten die EWE Baskets Oldenburg auf den Meister der letzten drei Jahre. Mit einer glatten 3:0-Serie sicherten sich die Bamberger den vierten Titel in Folge. Der mittlerweile eingebürgerte Anton Gavel wurde nach zweimaliger Auszeichnung als bester Verteidiger der Liga nun zum MVP der Finalserie gekürt.
Im Oktober 2013 wurde die seit 2007 bestehende Betreibergesellschaft Franken 1st Basketball Holding GmbH in Gänze vom Namensgeber und Hauptsponsor, dem Brose-Konzern, übernommen. Michael Stoschek, der Vorsitzende der Brose-Gesellschafterversammlung, trat den Vorsitz im Aufsichtsrat der Bamberger Basketball GmbH an, Stellvertreter wurde Rolf Beyer, kaufmännischer Leiter des Hallstadter Brose-Werkes. In das Gremium zog zudem unter anderem auch Carl Steiner, früherer Mäzen und Namensgeber des Bundesligisten Steiner Bayreuth, ein. Die Spielzeit 2013/2014 gestaltete sich weniger erfolgreich als die Jahre zuvor. Nach dem frühzeitigen Ausscheiden aus der Euroleague scheiterte man gar auch in der Zwischenrunde des Eurocups 2013/14. Im Endturnier des BBL-Pokal 2014 verlor man im Halbfinale relativ klar gegen Titelverteidiger Alba Berlin. Zwar schlossen die Bamberger in der deutschen Meisterschaft die Hauptrunde mit 28 Siegen und 6 Niederlagen auf dem zweiten Tabellenrang ab, doch im Viertelfinale schieden sie gegen die Artland Dragons nach zwei Heimniederlagen und nur einem Auswärtssieg frühzeitig aus. Dies führte dazu, dass Chris Fleming von seiner Aufgabe als Cheftrainer entbunden wurde. Manager Wolfgang Heyder, dessen Aufgabenbereich sich im Januar 2014 nach der Bestellung des kaufmännischen Geschäftsführers Marko Beens bereits nur noch auf das Sportliche konzentrierte, sollte sich nur noch übergangsweise um die Belange der Bundesligamannschaft kümmern, bis ein Nachfolger gefunden war. Heyder blieb dem Verein im Nachwuchsbereich vorerst erhalten, wurde aber im November 2014 seines Amtes in der Jugendarbeit enthoben. Kurz nach Ende der Playoffs wurde bekannt, dass die Zusammenarbeit mit dem relativ neuen Geschäftsführer Marko Beens wieder beendet wurde. Im Juli 2014 übernahm der bisherige stellvertretende Aufsichtsratsvorsitzende Rolf Beyer das Amt des Geschäftsführers, als neuer Sportdirektor wurde Ende Dezember 2014 der Italiener Daniele Baiesi eingestellt.

### Ära Trinchieri (2014 bis 2018)
Auf Chris Fleming folgte in der Saison 2014/2015 Andrea Trinchieri, der einen Dreijahresvertrag mit einer Ausstiegsoption nach zwei Saisons unterschrieb. Der Italiener kam vom russischen Spitzenclub Unics Kasan, mit dem er die Saison zuvor das Eurocup-Endspiel erreichte und zum „Eurocup Trainer des Jahres“ gewählt wurde. Ihm folgten zahlreiche neue Spieler, darunter Brad Wanamaker. Der US-Amerikaner wurde zum Führungsspieler des neu formierten Teams und wurde in der Folgesaison 2015/16 zum wertvollsten Spieler der Liga ernannt.
Die neue Saison war zunächst als Übergangsjahr ausgerufen worden, sodass die Erwartungen deutlich geringer ausfielen als in den vergangenen Jahren. Doch mit dem neuen Spielstil von Trainer Andrea Trinchieri spielten die Bamberger eine erfolgreiche Bundesligasaison und sicherten sich, für viele überraschend, Platz eins nach der Hauptrunde. Zuvor gelang bereits der Finaleinzug im BBL-Pokal 2015, wo man auf den Gastgeber EWE Baskets Oldenburg traf und mit 70:72 knapp verlor. In den Playoffs setzte man sich ungeschlagen gegen die MHP Riesen Ludwigsburg und ratiopharm ulm durch. In einer packenden Finalserie gegen Bayern München stieß man im entscheidenden fünften Spiel den Vorjahresmeister vom Thron. Im Eurocup 2014/15 verlor man im Achtelfinale zweimal gegen die in diesem Wettbewerb zuvor unbesiegten Lokomotive Kuban Krasnodar und schied aus.
In der folgenden Spielzeit 2015/16 gab Trinchieri seine vorzeitige Vertragsverlängerung um ein weiteres Jahr bekannt, sodass er nun für die Saison 2017/18 eine Ausstiegsoption hatte. Bamberg zog erneut als Hauptrundenerster in die Playoffs ein und schaffte den Sweep durch die gesamten Playoffs und die erneute Meisterschaft gegen den Finalgegner Ratiopharm Ulm. Im BBL-Pokal 2016 gewann Bamberg gegen Ludwigsburg, musste sich aber im Halbfinale gegen Gastgeber München geschlagen geben. Als Vorjahresmeister qualifizierten sich die Brose Baskets für die EuroLeague 2015/16 und erreichten die Zwischenrunde der 16 besten Mannschaften. Nachdem Bamberg diese Wettbewerbsrunde in seiner Geschichte bereits zum dritten Mal erreicht hatte, gelang schließlich der erste Erfolg auf diesem Niveau nach 21 zuvor erfolglosen Spielen mit einem Heimsieg über Žalgiris Kaunas. Dieser fiel mit 96:63 im Endergebnis sehr deutlich aus. Letztendlich verpasste man aber um nur einen Sieg knapp die Teilnahme an den Playoffs, was bis dahin noch keiner deutschen Mannschaft gelungen war.
Mit Beginn der Saison 2016/17 änderte der Verein seinen Namen in Brose Bamberg. Nach Wanamakers Abgang verpflichtete man Fabien Causeur für zwei Saisons mit einer Ausstiegsoption. In seiner dritten Spielzeit in Bamberg führte Trinchieri die Mannschaft erst zum Pokalsieg in Berlin und dann als Hauptrundenzweiter hinter ratiopharm ulm erneut in die Playoffs. Es gelang bis auf die Auftaktniederlage in der Viertelfinalserie gegen die Telekom Baskets Bonn der erneute Sweep durch die gesamten Playoffs zur dritten deutschen Meisterschaft in Folge und zum vierten Double in der Vereinsgeschichte. Durch die Vorjahresmeisterschaft war Bamberg erneut für die EuroLeague 2016/17 qualifiziert, die in dieser Saison erstmals in einem neuen Modus ausgetragen wurde. Nach 30 Hin- und Rückspielen in der Hauptrunde beendete Bamberg die Saison als 13. und verpasste damit den für die Playoffs qualifizierenden achten Tabellenplatz. Obwohl Bamberg nur 10 Spiele gewinnen konnte, wurde das Ausscheiden nach der Hauptrunde von vielen Fans dennoch als sehr knapp empfunden, da von 20 Niederlagen 12 mit sechs oder weniger Punkten nur sehr knapp und mehrfach erst mit der Schlusssekunde verloren gingen.
Nach drei Meisterschaften in Folge verlängerte Trinchieri seinen Vertrag in Bamberg erneut bis 2019 mit einer Ausstiegsklausel für die Saison 2018/19. Nach der erfolgreichen letzten Saison verließen zahlreiche Leistungsträger den Klub. Darius Miller und Daniel Theis wechselten in die NBA, Nicolò Melli, Jānis Strēlnieks und Finals-MVP 2017 Fabien Causeur schlossen sich Spitzenklubs der EuroLeague an. Auch Sportdirektor Daniele Baiesi, der erheblichen Anteil an den erfolgreichen Verpflichtungen der Bamberger in den Vorjahren hatte, wurde aus seinem Vertrag vorzeitig entlassen und unterschrieb beim direkten Konkurrenten München, was kontrovers diskutiert wurde. Trinchieri musste folglich die Mannschaft für die nächste Saison 2017/18 selbst zusammenstellen. Nach Diskussionen um die Leistungsfähigkeit und Einsatzbereitschaft des vermeintlichen Königstransfers Quincy Miller zu Beginn der Saison, die in dessen Entlassung mündeten, zeigte sich früh, dass die Mannschaft nicht harmonierte. Bamberg verlor außergewöhnlich häufig in der Bundesliga, auch aufgrund von Langzeitverletzungen von Luka Mitrović, Bryce Taylor, Elias Harris und Patrick Heckmann. Zusätzlich musste sich auch Trinchieri einer Schulteroperation unterziehen, sodass er im Januar mehrere Wochen von Assistenztrainer Ilias Kantzouris vertreten wurde. Unter diesen Umständen schied man Ende Januar im Qualifikationsspiel für das Endturnier des BBL-Pokals 2018 auswärts gegen München nach Verlängerung mit 101:97 aus. Nach nur drei Siegen aus den vorangegangenen 15 Spielen folgte am 19. Februar die Entlassung Trinchieris kurz nach dessen Rückkehr an die Seitenlinie. Bis auf Weiteres übernahm Kantzouris die Leitung.

### Luca Banchi übernimmt
Anfang März 2018 unterzeichnete Luca Banchi als neuer Trainer einen Vertrag bis Saisonende mit der Option auf eine weitere Spielzeit seitens des Klubs. Der Italiener hatte sich zuvor Mitte Januar von Auxilium Torino, das er unter die besten 16 Mannschaften des EuroCups geführt hatte, getrennt. Geschäftsführer Rolf Beyer und Sportdirektor Ginas Rutkauskas zeigten sich erfreut über die Verpflichtung ihres Wunschkandidaten. Banchi hatte bereits von 2009 bis 2012 als Co-Trainer in Siena mit Bambergs Kapitän Nikos Zisis zusammengearbeitet. Zum Stab zählte damals auch Athletiktrainer Sandro Bencardino, mit dem er von 2006 bis 2010 arbeitete. Während Banchis erstem Jahr als Cheftrainer bei Montepaschi Siena in der Saison 2012/13 stieß Daniel Hackett zur Mannschaft und es gelang das Double aus italienischer Meisterschaft und Pokalsieg. Beide wechselten zur nächsten Saison zu Olimpia Milano, wurden zugleich Meister und arbeiteten danach ein weiteres Jahr zusammen.
Banchi setzte auf taktische Vereinfachungen und forderte die Rückbesinnung auf grundlegende Systeme des Basketballs, was der Mannschaft Sicherheit und Selbstvertrauen gab, wodurch sich die Mannschaft insgesamt etwas konstanter zeigte. Nichtsdestotrotz konnte sich die Mannschaft nicht nachhaltig stabilisieren und zeigte die ganze Saison stark schwankende Leistungen innerhalb eines Spiels und von Partie zu Partie. Unter Banchi gelangen Bamberg aus den letzten 13 Bundesliga-Spielen zehn Siege und man beendete die Hauptrunde als Vierter mit Heimrecht im Viertelfinale der Playoffs gegen Bonn. Viele Beobachter erwarteten nach der schlechten Saison der Bamberger eine enge Serie über fünf Spiele, doch die Franken zeigten sich erstmals in der Saison über mehrere Spiele konstant und siegten mit überzeugender Leistung in drei Spielen. Der Hauptrundenerste München tat sich gegen die Skyliners Frankfurt schwer und zog erst nach fünf Spielen ins Halbfinale mit Heimrecht gegen Bamberg ein. Nach dieser kräftezehrenden Serie und dem Trainerwechsel der Münchner wenige Wochen vor Beginn der Playoffs und angesichts der zuletzt souveräner auftretenden Bamberger, die Zeit zur Regeneration nach dem frühen Halbfinaleinzug hatten, vermutete man erneut ein Duell auf Augenhöhe. Bamberg ließ sich jedoch im ersten Spiel gänzlich ohne Gegenwehr überrollen, lag zwischenzeitlich mit 34 Punkten zurück und verlor 95:72. Die Franken ließen jede Leistungsbereitschaft und Siegeswillen vermissen, einzig Daniel Hackett hielt sie im Spiel. Während der amtierende deutsche Meister erneut seine enorme, die Saison durchziehende Auswärtsschwäche offenbarte, zeigte man vor heimischem Publikum eine starke Leistung und siegte nach vorübergehendem Rückstand von 13 Punkten im zweiten Viertel mit 78:65. Im dritten Spiel der Halbfinalserie obsiegten erneut die Münchner gegen enttäuschende Bamberger, die zu keinem Zeitpunkt des Spiels führten. Nach dem 48:28 zur Halbzeit besserten sich die Gäste keineswegs und so folgte das 76:38 nach dem dritten Viertel und der größte Rückstand der Partie von 42 Punkten. Mit einem Endstand von 99:67 kassierte man so die höchste Playoff-Niederlage seit der digitalen Erfassung der Statistiken (1998). Im vierten Spiel zeigte Bamberg eine starke erste Hälfte mit 52:38 und konnte die Führung auch bis zum Beginn des vierten Viertels behaupten. Schlussendlich gewannen jedoch die Münchner 83:79. Nach sieben Meistertiteln in den vorangegangenen acht Jahren musste sich Bamberg geschlagen geben und beendete damit die schwierige Saison nach dem Weggang der Leistungsträger der letzten Jahre. In der EuroLeague-Spielzeit 2017/18 hatte man als Zwölfter mit elf Siegen zwar einen mehr erreicht als im Jahr zuvor, jedoch zeigte sich insbesondere in der Bundesliga der fehlende Zusammenhalt infolge des Umbruchs in Bamberg und auch die mangelnde Motivation sowie die Verunsicherung einiger Spieler enttäuschten die Fans.
Bereits während der vergangenen Playoffs gab Bamberg die erste Neuverpflichtung für die Saison 2018/19 bekannt. Maurice Stuckey kam von s.Oliver Würzburg und unterzeichnete einen Zweijahresvertrag. Bryce Taylor, für den die vergangene Saison verletzungsbedingt vorzeitig beendet war, erhielt wie Leon Radosevic 2017 die deutsche Staatsbürgerschaft und zählte somit nicht mehr zu den sechs Ausländern, die pro Spiel eingesetzt werden durften.

### Neuausrichtung des Klubs und finanzielle Schwierigkeiten

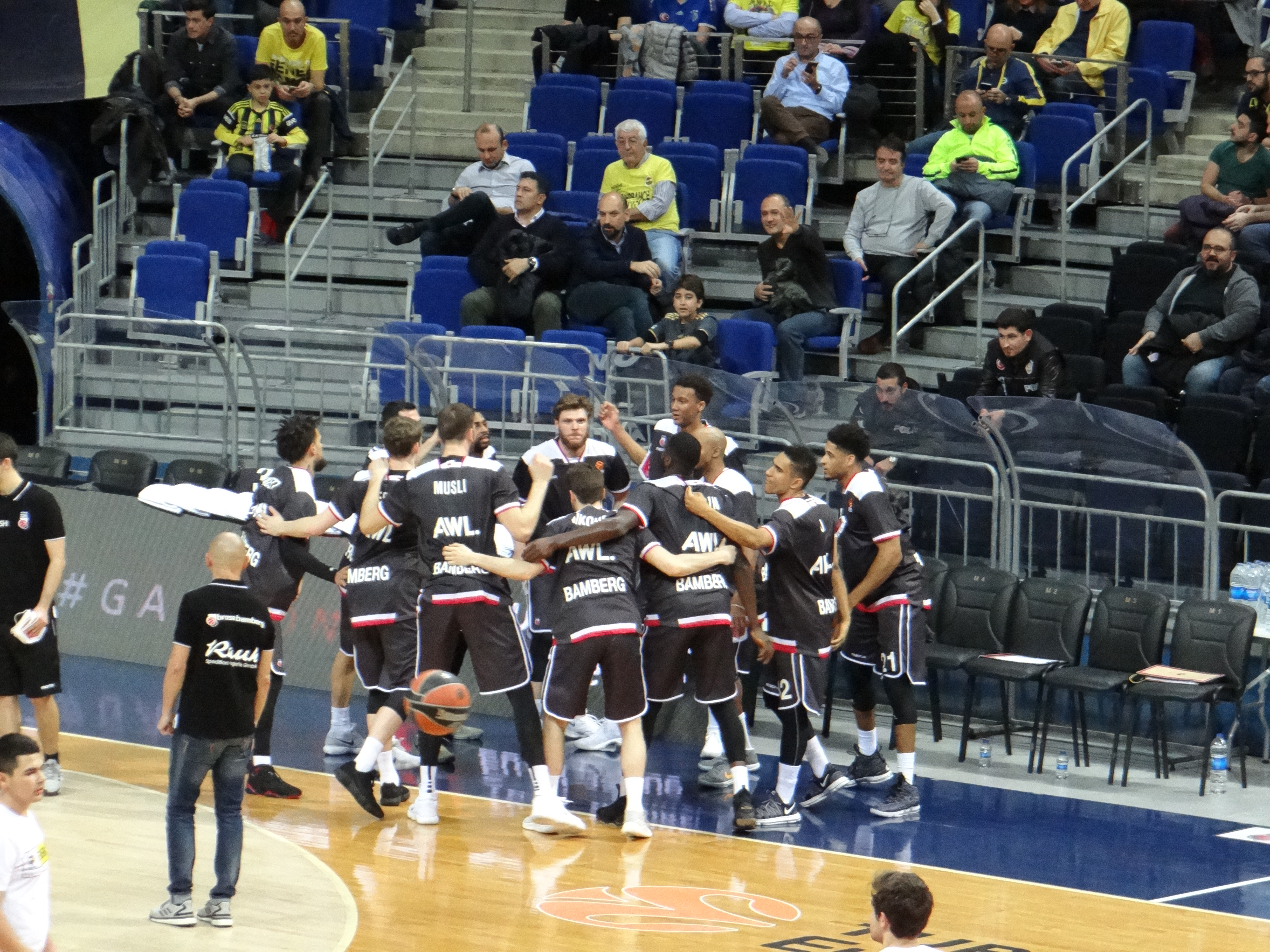
Euroleaguespiel in Istanbul, 2018

Anfang Juni 2018 räumte Michael Stoschek, Vorsitzender des Aufsichtsrates der Bamberger Basketball GmbH sowie Hauptgesellschafter des Namensgebers Brose, nicht nur einen sportlich, sondern auch wirtschaftlich enttäuschenden Verlauf der Saison 2017/18 ein und kündigte finanzielle Einschnitte an. Er gab die Leitlinie vor, künftig bei geringerem Etat eine mit jungen, hungrigen Spielern gespickte Mannschaft ins Rennen zu schicken. Als Vorbild nannte Stoschek Alba Berlin, das im Vergleich zu Bamberg trotz deutlich kleineren Wirtschaftshaushalts in der vergangenen Saison mit einem neu-aufgestellten Aufgebot aus jungen, weniger bekannten Spielern unter Leitung von Aíto García Reneses, einem der erfahrensten Trainer Europas, eine überaus erfolgreiche Saison mit dem Finaleinzug in der Bundesliga krönte. Die vollständige Neuausrichtung werde aufgrund vertraglicher Verpflichtungen Bambergs aber zwei, drei Jahre in Anspruch nehmen, ergänzte er.
Das Vorhaben der Neuausrichtung wurde Mitte Juni auf einer Pressekonferenz mit Geschäftsführer Rolf Beyer konkretisiert. Der Klub werde versuchen junge Spieler, insbesondere aus dem eigenen Nachwuchs, unter der Führung erfahrener Spieler zu fördern, um in allererster Linie national in der BBL und darüber hinaus europäisch erfolgreich zu sein. Bamberg wolle weiterhin stärkster Konkurrent des FC Bayern München und Alba Berlins sein, jedoch nicht, wie von Stoschek bereits früher in der vergangenen Saison erwähnt, in ein finanzielles Wettrüsten mit München verfallen, da dieser Kampf mit der von zahlreichen finanzstarken Großsponsoren unterstützten Abteilung des FC Bayern München und der mit ihm verbundenen globalen Marke nicht zu gewinnen sei.
Um auch europäisch die Weichen neu zu stellen, entschloss sich der Klub, aus den unter der ULEB ausgetragenen Wettbewerben der EuroLeague und des EuroCups, trotz Qualifikation für letzteren, auszutreten und fortan in der unter dem Weltbasketballverband FIBA veranstalteten Basketball Champions League anzutreten. Diese Übereinkunft betrifft unter Voraussetzung der sportlichen Qualifikation die nächsten fünf Jahre. In Deutschland erlangen die ersten fünf Mannschaften einer Hauptrunde automatisch das Startrecht, sonst ist eine Qualifikationsrunde zu gewinnen. Die Teilnahme an der Champions League ist somit aus Sicht der Vereinsführung auch als Klub mit jungen Spielern und mit kleinerem Budget dennoch realistisch und die Erreichung des Top Fours oder zumindest die Platzierung unter den ersten acht dieses Wettbewerbs sind als Ziel für die Zukunft ausgerufen. Die Entscheidung gegen die bis dato deutlich besser vermarkteten Wettbewerbe der ULEB steht auch in Zusammenhang mit dem Streit zwischen den Verbänden FIBA und ULEB bezüglich der Nationalmannschaftszeitfenster, in der die EuroLeague aber nicht pausieren will, wodurch viele Spieler nicht zu ihren Nationalmannschaften stoßen können. Bamberg bekenne sich mit dieser Entscheidung ausdrücklich zu den Nationalmannschaften, sagte Beyer. Zudem sieht der Klub in der Champions League einen zukunftsträchtigen Wettbewerb, der auch im Zuge der von Rolf Beyer angekündigten Teilnahme anderer großer europäischer Vereine zur nächsten Saison erheblich an Bedeutung gewinnen werde. Auch die bevorstehende Ausweitung der EuroLeague 2019/20 auf 18 Mannschaften und eine somit noch größere Belastung der Teams sprechen gegen ein derartiges Engagement, während die Champions League einschließlich Final Four höchstens 20 Spiele und eventuell sechs Qualifikationsspiele im Vorfeld umfasst. Ein großer Nachteil ist jedoch der größere Reisestress, da man nun nicht mehr nur in die großen Hauptstädte Europas im Rahmen der EuroLeague reisen muss, sondern zu deutlich kleineren und entfernteren Orten. Da die Reisen, im Gegensatz zu den Spielen, von der Mannschaft in den vorangegangenen Jahren als Hauptgrund für die Ermüdung beschrieben wurden, wird dies eine erhebliche Mehrbelastung bedeuten. Das bis dato geringe sportliche Ansehen der Champions League in der Hierarchie der europäischen Vereinswettbewerbe und die mangelnde Größe und Bekanntheit der antretenden Klubs werden zusätzlich die Gewinnung von Sponsoren erschweren.
Der von Michael Stoschek angesprochene Fehlbetrag der vergangenen Saison infolge der hohen finanziellen Belastung aus geschlossenen und nun vielfach aufzulösenden Verträgen sei mit fünf bis acht Prozent eines Etats zu beziffern. Ferner werde der Gesamthaushalt abhängig von der ausstehenden Sponsorengewinnung um sechs bis zehn Millionen deutlich gekürzt, was auch ein Grund für die Teilnahme an der im Vergleich zu den Wettbewerben der ULEB schwächer besetzten Champions League war.
Insgesamt stand die angekündigte Neuausrichtung Bambergs damit in drastischem Gegensatz zu dem im Juni nach der Saison 2016/17 bekräftigten Ziel, eine der besten zehn Mannschaften Europas zu werden. Stoschek äußerte sich mehrfach zu einem von ihm gewünschten Hallenneubau mit einer Kapazität von rund 10.000 Plätzen und zur möglichen Ausweitung des Finanzhaushalts mithilfe weiterer Sponsoren, damit man sich den erstarkenden Münchnern und ihrer neuen Halle entgegenstellen könne. Auch eine A-Lizenz für die EuroLeague als ständiges Mitglied wäre dann möglich. Insbesondere aufgrund der allmählichen Erweiterung des Teilnehmerfeldes auf 18 oder 20 Mannschaften verbunden mit der Stärkung des Basketballs in Deutschland und der zunehmenden Bedeutung des deutschen Marktes in Europa errechnete man sich diesbezüglich gute Chancen. Um dabei den Wettkampf gegen die Millionenstadt München mit der weltweit bekannten Fußball-Marke im Rücken zu gewinnen, plante Stoschek eine Ausweitung des Einzugsgebiets des Klubs auf die gesamte Region Franken mit den hoch werberelevanten Universitätsstädten Nürnberg und Erlangen und forderte für den Hallenbau Unterstützung durch die öffentliche Hand, die jedoch keinen entscheidenden Beitrag leisten wollte. Angesichts der großen regionalen Wertschöpfung durch den Bamberger Basketball, den eine Studie mit 14,3 Millionen Euro bezifferte, und der erheblichen Attraktivitätssteigerung der Region im Zuge eines Bamberger Aufstiegs zu den besten Mannschaften Europas, stieß dies vielfach auf Unverständnis seitens des Klubs. Nach der verkündeten Wende in Bamberg infolge einer unzufriedenstellenden Saison schien das Expansionsvorhaben nun endgültig beendet zu sein. Bereits bei einer Veranstaltung des Klubs mit den Fans bezüglich der Freistellung Andrea Trinchieris Ende Februar 2018 äußerte sich Stoschek schon nicht mehr so angriffslustig gegenüber den Münchnern wie acht Monate zuvor. Er sagte, dass Bamberg dieses finanzielle Wettrüsten nicht mitmachen werde und mahnte: „Auch wenn wir die größten Erfolge vielleicht bereits erlebt haben, müssen wir uns klar machen, dass Basketball auch Spaß macht, wenn man nicht ganz oben steht.“
Ende Juni unterzeichnete Ainars Bagatskis als neuer Cheftrainer einen Zweijahresvertrag. Zuvor trainierte der Lette Maccabi Tel Aviv und die lettische Nationalmannschaft. Mithin wurde die Option seitens des Klubs auf eine Vertragsverlängerung mit Luca Banchi um ein weiteres Jahr nicht gezogen. Assistant Coach Ilias Kantzouris, der Bamberg nach vier Jahren verließ, wurde durch Marcelo Nicola ersetzt. Der Argentinier war zuvor Koordinator der Jugendabteilung von Saski Baskonia und unterschrieb einen Zweijahresvertrag. Unter Bagatskis und Nicola werde man nun die Zusammenarbeit mit den Baunach Young Pikes weiter ausweiten, um junge Spieler zu entwickeln und in die A-Mannschaft zu führen.
Tags darauf gab der Klub die Trennung von Dorell Wright und Dejan Musli, die während der Saison zur Mannschaft stießen und deren Verträge ausliefen, bekannt. Aleksej Nikolić und Nachwuchsspieler Tibor Taraš machten von Ausstiegsoptionen Gebrauch, um in anderen Klubs eine größere Rolle einnehmen zu können. Auch Leon Radošević nutzte seine vereinbarte Klausel und verließ den Klub gegen eine Ablösesumme von 150.000 Euro nach München. Seine Entscheidung begründete er mit der schlechten Stimmung in der Mannschaft aufgrund der Unzufriedenheit Stoscheks mit dem Verlauf der vorigen Saison und dem freiwilligen Abstieg Bambergs in die Champions League.
Mit Assistenztrainer Vlado Šćepanović einigte man sich auf eine Vertragsauflösung. Publikumsliebling und Führungsspieler der vergangenen Spielzeit Daniel Hackett nutzte ebenfalls seine Option für den Fall des Verpassens der EuroLeague-Teilnahme und verließ den Verein, um sich ZSKA Moskau anzuschließen.
Die ersten Neuverpflichtungen folgten wenige Tage später. Der serbische Power Forward Stevan Jelovac kam von BK Nischni Nowgorod und unterzeichnete einen Zweijahresvertrag mit beiderseitiger Ausstiegsklausel für das zweite Jahr. Der für die vergangene Saison an s.Oliver Würzburg ausgeliehene Leon Kratzer kehrte zurück und wurde ebenfalls für zwei Jahre verpflichtet. Mit Maodo Lô nutzte ein weiterer Bamberger seine Ausstiegsoption, um ebenfalls nach München zu wechseln, obwohl für ihn zukünftig eine zentrale Rolle in der Mannschaft vorgesehen war. Neben Lô verließ mit Lucca Staiger der nächste deutsche Nationalspieler nach drei Jahren den Klub, da sein Vertrag ausgelaufen war. Des Weiteren löste man den noch bis 2020 laufenden Vertrag des Langzeitverletzten Luka Mitrović auf.
Der in der Vorsaison an den italienischen Erstligisten Capo d’Orlando ausgeliehene Arnoldas Kulboka konnte sich in Italien enorm weiterentwickeln und wurde von den Charlotte Hornets beim NBA-Draft 2018 an 55. Stelle ausgewählt. Mit den Hornets erreichte man die Übereinkunft, Kulboka ein weiteres Jahr in Europa spielen zu lassen. Fortan stand der litauische Flügelspieler nicht mehr im Kader der Baunach Young Pikes, sondern wurde fester Bestandteil der A-Mannschaft. Anfang August verpflichtete man zudem den US-amerikanischen Power Forward Cliff Alexander vom französischen Erstligisten ASVEL Basket aus Lyon und stattete ihn mit einem Zweijahresvertrag aus. Wenige Tage später folgte die letzte Verpflichtung für die neue Saison. Nach wochenlangen Gerüchten rund um eine Verpflichtung von Léo Westermann von ZSKA Moskau unterzeichnete schließlich Tyrese Rice einen Einjahresvertrag. Der US-Amerikaner mit montenegrinischer Staatsbürgerschaft konnte mit Maccabi Tel Aviv bereits die „Triple Crown“ gewinnen und komplettierte den Bamberger Kader in der Saison 2018/19.
Im September 2018 gab die Betreibergesellschaft Bamberger Basketball GmbH bekannt, Arne Dirks ab dem 1. Januar 2019 als Geschäftsführer eingestellt zu haben. Der bisherige Geschäftsführer der Deutschen Volleyball Sport GmbH und vormalige kaufmännische Leiter der Eisbären Bremerhaven wird Rolf Beyer ablösen, der nach vierjähriger Tätigkeit aus dem Amt scheidet. Ende November 2018 wurde Geschäftsführer Rolf Beyer wegen „finanzieller Unregelmäßigkeiten“ mit augenblicklicher Wirkung seines Amtes enthoben. Die Betreibergesellschaft Bamberger Basketball GmbH sei nur durch zusätzliches Geld der Brose Gruppe sowie vom Aufsichtsratsvorsitzenden Michael Stoschek vor der Insolvenz zu bewahren, hieß es anlässlich Beyers Entlassung. Stoschek hielt Beyer „gravierende Managementfehler“ vor. Niklas Beyes wurde als vorübergehender Geschäftsführer eingesetzt.
Am 13. Januar 2019 trennten sich die Bamberger von Cheftrainer Bagatskis sowie dessen Assistent Marcelo Nicola, nachdem es in den vorangegangenen zehn Bundesliga-Spielen sechs Siege und vier Niederlagen gegeben hatte. Aufsichtsrat und Geschäftsführung bemängelten die Entwicklung der Mannschaft. Der Italiener Federico Perego, bis dahin Co-Trainer, übernahm das Cheftraineramt. Im Februar 2019 wurde ein weiterer Wechsel in der Führungsriege vorgenommen: Sportdirektor Rutkauskas musste wegen einer „unterschiedlichen Auffassung über die Mannschaftszusammenstellung“ gehen.
Ende März 2019 wurde Brose Bamberg von der Basketball-Bundesliga mit einer Geldstrafe in Höhe von 40 000 Euro belegt, da falsche Angaben über eingegangene Verpflichtungen gemacht und die Bereitstellung von Informationen über die Finanzlage versäumt wurde. Die Betreibergesellschaft der Bamberger Mannschaft kündigte an, den ehemaligen Geschäftsführer Rolf Beyer in Regress zu nehmen.
Unter Trainer Perego zog man in der Saison 2018/19 als Tabellenfünfter in die Meisterrunde ein und traf dort auf den SC Rasta Vechta, der die Hauptrunde als Aufsteiger auf dem vierten Rang abgeschlossen hatte. In den vier Viertelfinalduellen mit Vechta gewann Bamberg nur einen Vergleich und schied somit mit 1:3 aus.

### Belgischer Einfluss in Bamberg
Nach dem Ausscheiden in den Playoffs wurde die endgültige Neuausrichtung von Arne Dirks bekannt gegeben. Bereits am 4. Juni 2019 wurde bekannt gegeben, dass der Vertrag mit Ricky Hickman nicht verlängert werde und die noch laufenden Verträge von Augustine Rubit, Patrick Heckmann und Arnoldas Kulboka aufgelöst werden. In Hinblick auf personelle Entscheidungen die Mannschaft betreffend sollte der Belgier Leo De Rycke als neuer Sportdirektor an der Neuausrichtung mitwirken. Peregos Amtszeit als Trainer endete mit dem Saisonabschluss 2018/19. Der Vertrag mit Nikos Zisis wurde ebenfalls nicht verlängert. Mit Roel Moors wurde ein Landsmann De Ryckes eingestellt, sodass die sportliche Leitung der Bamberger vollständig in belgische Hände überging. Zwei Tage nach der Bekanntgabe des neuen Trainers wurde nun auch der Vertrag mit Cliff Alexander aufgelöst. Im Zuge der Neuausrichtung passe Alexander nicht in den Kader und könne beim „angestrebten Neuaufbau nicht weiterhelfen“. Gegenüber der Saison 2018/19 mussten die Bamberger 2019/20 mit einem 30 Prozent niedrigeren Mannschaftshaushalt auskommen. Nach der Aussetzung des Spielbetriebes aufgrund der Ausbreitung des Coronavirus SARS-CoV-2 meldete Brose Bamberg Anfang April 2020 Kurzarbeit an, was mit einem Gehaltsrückgang von 50 Prozent einherging. Mannschaftskapitän Elias Harris wurde von Michael Stoschek (Vorsitzender des Aufsichtsrats) öffentlich vorgeworfen, nicht „seiner Vorbildrolle“ gerecht zu werden, da dieser als einzige Person die Gehaltskürzungen abgelehnt habe. Harris’ Anwalt teilte daraufhin mit, der Spieler sei bereit, „auf Teile seines Gehalts zu verzichten“, es müsse dabei aber „fair ablaufen“. In der Öffentlichmachung der Vorwürfe durch den Verein sah Harris’ Rechtsbeistand „eine schwerwiegende Verletzung seines Persönlichkeitsrechts und des Arbeitsvertrags“.
Mitte Mai 2020 gab die Brose Unternehmensgruppe bekannt, sich aufgrund von Einbußen im Zuge der COVID-19-Pandemie zum 30. Juni als Gesellschafter aus der Bamberger Basketball GmbH zurückzuziehen, aber weiterhin als wichtigster Geld- und Namensgeber der Mannschaft zu dienen. Bambergs Oberbürgermeister Andreas Starke nahm die Leitung des Übergangsprozesses zur Bewältigung des Gesellschafterwechsels an sich. In der Folgewoche änderte sich die Lage erneut, als Michael Stoschek, Vorsitzender der Gesellschafterversammlung der Brose Unternehmensgruppe, mitteilte, dass Brose Mehrheitsgesellschafter der Bamberger Basketball GmbH bleiben werde. Im Mai 2020 wurde das Ende der Zusammenarbeit mit dem FC Baunach (Baunach Young Pikes) verkündet, der bis dahin als Nachwuchsfördermannschaft der Bamberger fungiert hatte. Dieser Schritt wurde laut der Bamberger Geschäftsführung nötig, um den „angepeilten Konsolidierungskurs beizubehalten“. Beim Saisonschlussturnier der Bundesliga im Juni 2020 schied die Mannschaft im Viertelfinale gegen Oldenburg aus, zum Zeitpunkt der Unterbrechung des Spieljahres 2019/20 wegen der Ausbreitung von Covid-19 hatte die Mannschaft auf dem siebten Tabellenplatz gestanden. Kurz nach dem Saisonaus wurde Trainer Moors entlassen, da sich aus Vereinssicht unter dessen Leitung nicht die erhoffte Entwicklung der Mannschaft eingestellt hatte.

### Neuanfang mit Roijakkers
Anfang Juli 2020 wurde der Niederländer Johan Roijakkers als neuer Cheftrainer vorgestellt. Er arbeitete zuvor in Göttingen. Roijakkers erhielt einen Dreijahresvertrag. Wenige Tage später kam es zur Trennung von Geschäftsführer Dirks, die nach Angaben des Vereins aus persönlichen Gründe erfolgte. Sein Nachfolger wurde Philipp Galewski (später Höhne), der von 2014 bis 2018 die Geschicke von Medi Bayreuth geleitet und danach bei der Firma Brose unter anderem als Referent von Michael Stoschek gearbeitet hatte. Ende Juli 2020 wurde auch Sportdirektor de Rycke verabschiedet, dessen Vertrag aufgelöst wurde. Die Stelle wurde nicht neu besetzt. Anfang August 2020 kehrte Wolfgang Heyder nach Bamberg zurück und übernahm die Leitung der Nachwuchsabteilung. Heyder beklagte bei seiner Rückkehr einen in den vorangegangenen Jahren festgestellten deutlich nachlassenden Erfolg der Bamberger Jugendförderung. Er sagte, Bamberg müsse „wieder ein Standort werden, wo man hingehen will und zurzeit ist das einfach kein Thema“. Unter Roijakkers wurde Bamberg in der Bundesliga-Hauptrunde 2020/21 Tabellenachter, im Viertelfinale schied die Mannschaft mit 2:3-Siegen gegen den Hauptrundenmeister Ludwigsburg aus. Im Hinblick auf die Saison 2021/22 wurde im Aufgebot ein Umbruch eingeleitet, sämtliche ausländische Spieler verließen die Mannschaft, mit Christian Sengfelder, Kenneth Ogbe und Dominic Lockhart blieben den Bambergern drei deutsche Leistungsträger erhalten.

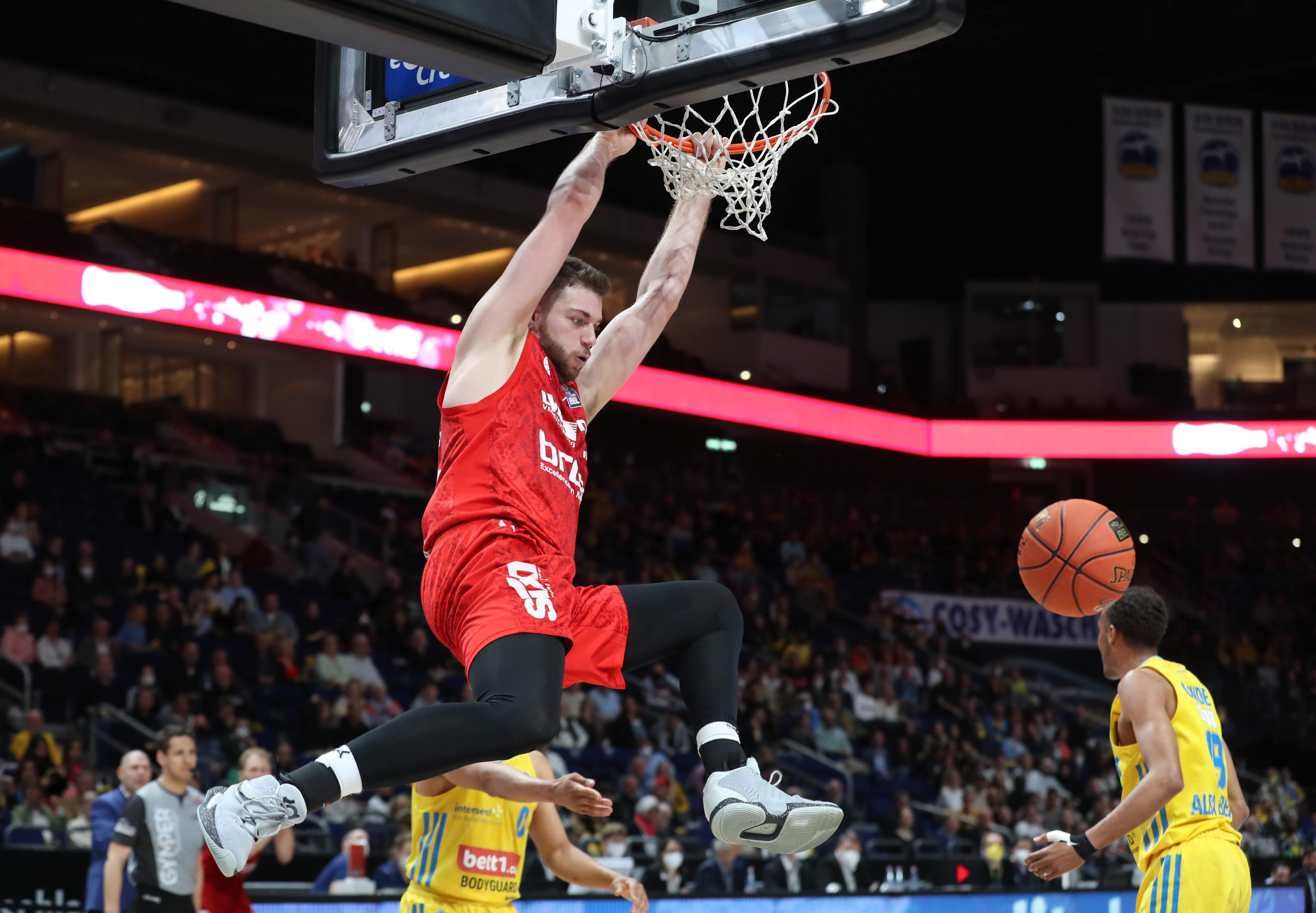
Dunk beim Klassiker gegen Alba Berlin, 2022

### Bamberg unter Amiels Leitung / Stoschek-Rückzug
Roijakkers wurde Ende November 2021 entlassen, neuer Trainer wurde der Israeli Oren Amiel. Roijakkers wurde zum Verhängnis, dass die Mannschaft unter seiner Leitung von den vorherigen fünf Spielen vier verlor. Geschäftsführer Galewski beklagte fehlende Fortschritte in der Verteidigung, insgesamt kamen die Bamberger in der 16-monatigen Amtszeit des niederländischen Trainers in 65 Spielen auf 34 Siege und 31 Niederlagen. Amiel, dessen Vertrag bis 2024 verlängert wurde, führte die Mannschaft ins Bundesliga-Viertelfinale, dort war man im Mai 2022 gegen Berlin machtlos und schied nach drei Niederlagen aus. Am Jahresende 2022 trat Norbert Sieben als Präsident von Brose Bamberg zurück.
Im Januar 2023 gab Michael Stoschek seinen Rückzug als Aufsichtsratsvorsitzender bekannt. Auch sein Sohn Maximilian verließ den Aufsichtsrat. Damit erfolgte der nächste Schritt des allmählichen Ausstiegs Stoscheks und seines Unternehmens Brose, nachdem zu diesem Zeitpunkt bereits bekannt war, dass Brose am Ende der Saison 2022/23 das Namensrecht an der Bamberger Bundesligamannschaft abgeben und künftig nicht mehr (Allein-)Gesellschafter der Betreibergesellschaft sein würde. Stoschek kündigte an, sämtliche Anteile für einen symbolischen Preis von einem Euro abzugeben. Das Unternehmen Brose, das zusagte, nach einem Gesellschafterwechsel Hauptsponsor zu bleiben, brachte im Laufe der Jahre bis Januar 2023 eigener Aussage nach insgesamt rund 85 Millionen Euro in den Bamberger Basketball ein.
Im Sommer 2023 verkaufte Brose seine Anteile an der Betreibergesellschaft an den neuen Alleingesellschafter, die Unternehmensgruppe Schraner aus Erlangen, die im Bereich Brandmeldetechnik und Unternehmensentwicklung tätig ist.

### Umbenennung in Bamberg Baskets
Ende Juni 2023 wurde der neue Mannschaftsname Bamberg Baskets (gültig ab 1. Juli 2023) bekanntgegeben sowie eine Neugestaltung des Wappens vorgestellt, das wie bisher als hervorstechenden Bestandteil den Ball enthält. Die Namensänderung war im Zuge des Brose-Rückzugs angekündigt worden. Die Bezeichnung Bamberg Baskets wurde gewählt, da sie den Namen der Stadt und die Sportart verdeutlicht. Michael Stoschek hatte sich vorher das Recht einräumen lassen, über die Namenswahl zu bestimmen, falls bis zu diesem Zeitpunkt kein Unternehmen als neuer Namensgeber gefunden wurde. In Teilen der Bamberger Anhängerschaft traf der Name Bamberg Baskets auf deutliche Ablehnung, auch da die drei ausgewählten Namensvorschläge, die aus einem in Zusammenarbeit mit einem Hörfunksender durchgeführten öffentlichen Aufruf hervorgingen, nicht berücksichtigt wurden. Im Zuge des Wechsels des Alleingesellschafters wurde im Herbst 2023 eine neue Struktur geschaffen, der Aufsichtsrat abgeschafft und ein Beirat als beratendes Gremium eingerichtet. Herbert Grimmer, Jan Lerke, Karl-Heinz Schapfl, Uwe Seeberger, Volkmar Zapf wurden Mitglieder des Beirats, der vor dem Beginn der Saison 2023/24 erstmals zusammentrat.
Am 10. Januar 2024 wurde der Trainer Oren Amiel freigestellt, da das Ziel des Play-off-Einzugs in Gefahr geriet. Der Vertrag mit Amiel war im Mai 2023 um zwei Jahre verlängert worden. Als Nachfolger wurde Co-Trainer Arne Woltmann eingesetzt, mit Beginn der Saison 2024/25 verpflichteten die Bamberger Anton Gavel als Cheftrainer, der als Spieler in Bamberg gewirkt und als Trainer Ulm 2023 zum deutschen Meister gemacht hatte.
In der Saison 2024/25 erreichten die Bamberger das Endspiel des BBL-Pokals, in dem man sich dem Mitteldeutschen BC aus Weißenfels geschlagen geben musste. In dem europäischen Wettbewerb European North Basketball League, an dem man als erster deutscher Vertreter teilnahm, erreichte man das Viertelfinale. In der Bundesliga stand die Mannschaft am Ende der Saison 2024/25 nur auf dem 15. Tabellenplatz.

### Erneute Namensänderung
Am 17. Juni 2025 gaben die Bamberger eine Einigung mit der BMA365 GmbH (Teil der Unternehmensgruppe Schraner, dem Alleingesellschafter der Bamberger Betreibergesellschaft) bekannt, mit der unter anderem die Änderung des Mannschaftsnamens in BMA365 Bamberg Baskets geregelt wurde.

## Erfolge
- 9 × Deutscher Meister: 2005, 2007, 2010, 2011, 2012, 2013, 2015, 2016, 2017
- 6 × Deutscher Pokalsieger: 1992, 2010, 2011, 2012, 2017, 2019
- 5 × BBL-Champions-Cup-Sieger: 2007, 2010, 2011, 2012, 2015
- 3 × Deutscher Vizemeister: 1993, 2003, 2004
- 4 × Deutscher Vizepokalsieger: 1990, 2006, 2015, 2025
- 2 × Aufstieg in die 1. Basketball Bundesliga: 1970, 1982
- 3 × Erreichen der Zwischenrunde (Beste 16) der EuroLeague: 2006, 2013, 2016

## Damen
Ab dem 1. Juli 2025 gehen die Bamberg Baskets erstmals in der 2. Damen-Basketball-Bundesliga an den Start. Dabei wurde das Teilnahmerecht des DJK Don Bosco Bamberg an den Freak City Bamberg e. V. übertragen, nachdem die DJK-Damen in der Saison 2024/25 den Klassenerhalt gesichert hatten.

## Spielstätte

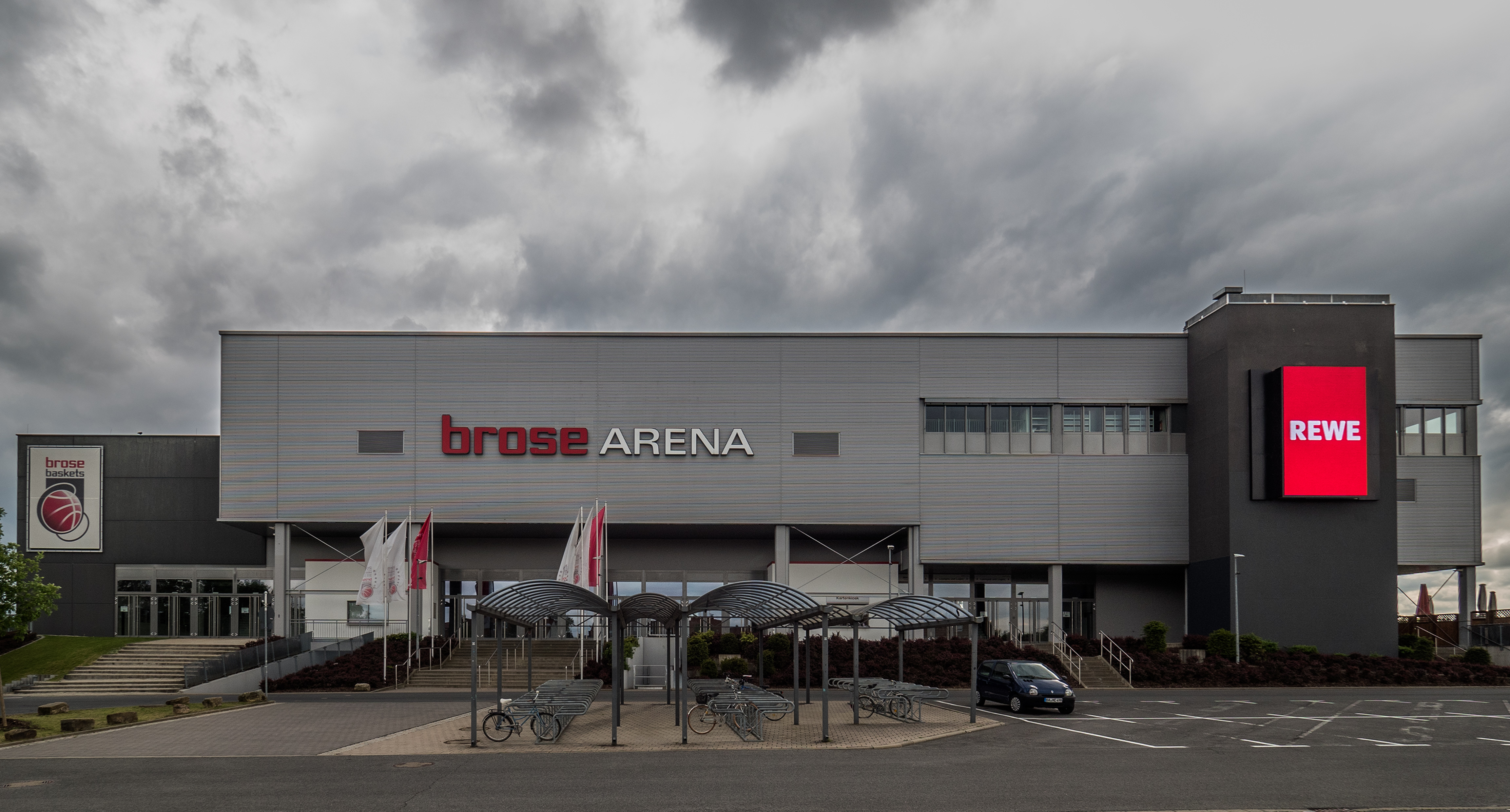
Heimspielstätte der Bamberg Baskets

Die Bamberg Baskets tragen ihre Heimspiele seit 2001 hauptsächlich in der mehrmals umbenannten Brose Arena aus.
Seit dem Umbau der Halle im Jahr 2006 fasst sie für Basketballspiele 6.800 Zuschauer und verfügt unter anderem über einen großen Businessbereich und neun Logen. Erst durch diesen Umbau ist die Halle auch für die Austragung von Spielen der EuroLeague (Mindestkapazität: 5.000 Sitzplätze) geeignet. Zuvor mussten internationale Heimspiele in die Nürnberger Arena ausgelagert werden.
Vor dem Bau der Brose Arena (früher Forum Bamberg, Jako Arena bzw. Stechert Arena) spielte die Mannschaft in der John-F.-Kennedy-Halle auf dem Gelände der US-amerikanischen Kaserne in Bamberg und später in der Graf-Stauffenberg-Halle.

## Aktueller Kader
| Spieler | Spieler            | Spieler             | Spieler    | Spieler | Spieler | Spieler             |
| Nr.     | Nat.               | Name                | Geburt     | Größe   | Info    | Letzter Verein      |
| ------- | ------------------ | ------------------- | ---------- | ------- | ------- | ------------------- |
|         |                    | Guards (PG, SG)     |            |         |         |                     |
|         | Deutschland        | Zachary Ensminger   | 30.04.2001 | 1,97 m  |         | Kauhajoen Karhu     |
|         | Tschechien         | Richard Balint      | 08.11.2002 | 1,95 m  |         | Basket Brno         |
| 0       | Vereinigte Staaten | Kyle Lofton         | 31.05.1999 | 1,91 m  | [ 108 ] | Kouvot Kouvola      |
| 01      | Vereinigte Staaten | Noah Locke          | 10.05.1999 | 1,92 m  | [ 109 ] | SZTE-Szedeák Szeged |
| 02      | Vereinigte Staaten | Ibrahim Watson-Boye | 06.01.1998 | 1,97 m  | [ 110 ] | Ottawa Black Jacks  |
| 10      | Vereinigte Staaten | Ronaldo Segu        | 16.06.1999 | 1,83 m  | [ 111 ] | KK Borac Čačak      |
| 15      | Deutschland        | Adrian Petkovic     | 29.10.2004 | 1,88 m  |         | eigene Jugend       |
|         |                    | Forwards (SF, PF)   |            |         |         |                     |
|         | Deutschland        | Daniel Keppeler     | 18.01.1997 | 2,03 m  |         | Crailsheim Merlins  |
| 12      | Vereinigte Staaten | Brandon Horvath     | 03.04.1998 | 2,08 m  | [ 112 ] | Brüssel Basketball  |
| 21      | Slowenien          | Nik Dragan          | 06.05.2000 | 1,98 m  |         | SCM CSU Craiova     |
| 27      | Deutschland        | Moritz Krimmer      | 27.08.2000 | 2,02 m  | [ 113 ] | Gladiators Trier    |
|         |                    | Center (C)          |            |         |         |                     |
| 07      | {{\|#}}            |                     |            |         |         |                     |

| Trainer     | Trainer            | Trainer                       |
| Nat.        | Name               | Position                      |
| ----------- | ------------------ | ----------------------------- |
| /           | Anton Gavel        | Trainer                       |
| Deutschland | Arne Woltmann      | Co-Trainer                    |
| Osterreich  | Stefan Weissenböck | Leiter der Spielerentwicklung |
| Deutschland | Enzo Neck          | Team-Manager                  |

| Legende              | Legende                      |
| Abk.                 | Bedeutung                    |
| -------------------- | ---------------------------- |
| (C)                  | Mannschaftskapitän           |
| A-Nat                | Nationalspieler (Erstland)   |
| DL                   | Doppellizenzspieler          |
| *                    | Zweitverein bei Doppellizenz |
| Quellen              |                              |
| Teamhomepage         |                              |
| Ligahomepage         |                              |
| Stand: 06. Juli 2024 |                              |

| Legende              | Legende                      |
| Abk.                 | Bedeutung                    |
| -------------------- | ---------------------------- |
| (C)                  | Mannschaftskapitän           |
| A-Nat                | Nationalspieler (Erstland)   |
| DL                   | Doppellizenzspieler          |
| *                    | Zweitverein bei Doppellizenz |
| Quellen              |                              |
| Teamhomepage         |                              |
| Ligahomepage         |                              |
| Stand: 06. Juli 2024 |                              |

Wechsel in der Saison 2025/2026
Zugänge: Daniel Keppeler (Crailsheim Merlins/), Richard Balint (Basket Brno/), Zachary Ensminger (Kauhajoen Karhu/), Demarcus Demonia (BBC Bayreuth/), Austin Crowley (SCM CSU Craiova/)
Abgänge: Karsten Tadda (Karriereende), Craig Moller (Ziel unbekannt), Filip Stanic (EWE Baskets Oldenburg/), Kevin Wohlrath (Ziel unbekannt), Gabriel Kuku (PS Karlsruhe Lions/)

## Ehemalige Kader

### Saison 2023/24
| Spieler | Spieler            | Spieler           | Spieler    | Spieler | Spieler | Spieler                     |
| Nr.     | Nat.               | Name              | Geburt     | Größe   | Info    | Letzter Verein              |
| ------- | ------------------ | ----------------- | ---------- | ------- | ------- | --------------------------- |
|         |                    | Guards (PG, SG)   |            |         |         |                             |
| 1       | Deutschland        | Lukas Herzog      | 10.09.2001 | 1,86 m  |         | MLP Academics Heidelberg    |
| 2       | Vereinigte Staaten | Zach Copeland     | 21.06.1997 | 1,93 m  |         | Pistoia Basket 2000         |
| 3       | Vereinigte Staaten | Malik Johnson     | 25.01.1997 | 1,78 m  |         | Vevey Rivera                |
| 9       | Deutschland        | Karsten Tadda     | 02.11.1988 | 1,91 m  |         | Telekom Baskets Bonn        |
| 21      | Vereinigte Staaten | Abdulah Kamerić   | 07.08.2000 | 1,93 m  |         | Utah Valley University      |
| 22      | Vereinigte Staaten | Trey Woodbury     | 17.09.1999 | 1,93 m  |         | ALBA BERLIN                 |
| 66      | Deutschland        | Gabriel Kuku      | 22.11.2001 | 1,90 m  |         | BBC Coburg                  |
|         |                    | Forwards (SF, PF) |            |         |         |                             |
| 0       | Vereinigte Staaten | Justin Gray       | 15.12.1995 | 1,98 m  |         | GS Lavrio                   |
| 4       | Vereinigte Staaten | Adrian Nelson     | 05.10.1999 | 2,03 m  |         | Youngstown State University |
| 11      | Deutschland        | Kevin Wohlrath    | 15.02.1995 | 1,97 m  |         | Medi Bayreuth               |
| 33      | Deutschland        | Patrick Heckmann  | 27.02.1992 | 1,98 m  |         | Ratiopharm Ulm              |
|         |                    | Center (C)        |            |         |         |                             |
| 35      | Vereinigte Staaten | EJ Onu            | 31.07.1999 | 2,11 m  |         | Niagara River Lions         |
| 65      | Deutschland        | Filip Stanic      | 14.01.1998 | 2,06 m  |         | Würzburg Baskets            |

| Trainer     | Trainer           | Trainer                       |
| Nat.        | Name              | Position                      |
| ----------- | ----------------- | ----------------------------- |
| Deutschland | Arne Woltmann     | Trainer                       |
| Deutschland | Stefan Weißenböck | Leiter der Spielerentwicklung |
| Deutschland | Enzo Neck         | Team-Manager                  |

| Legende              | Legende                      |
| Abk.                 | Bedeutung                    |
| -------------------- | ---------------------------- |
| (C)                  | Mannschaftskapitän           |
| A-Nat                | Nationalspieler (Erstland)   |
| DL                   | Doppellizenzspieler          |
| *                    | Zweitverein bei Doppellizenz |
| Quellen              |                              |
| Teamhomepage         |                              |
| Ligahomepage         |                              |
| Stand: 22. Juni 2024 |                              |

| Legende              | Legende                      |
| Abk.                 | Bedeutung                    |
| -------------------- | ---------------------------- |
| (C)                  | Mannschaftskapitän           |
| A-Nat                | Nationalspieler (Erstland)   |
| DL                   | Doppellizenzspieler          |
| *                    | Zweitverein bei Doppellizenz |
| Quellen              |                              |
| Teamhomepage         |                              |
| Ligahomepage         |                              |
| Stand: 22. Juni 2024 |                              |

### Saison 2022/23
| Spieler | Spieler            | Spieler              | Spieler          | Spieler | Spieler | Spieler                       |
| Nr.     | Nat.               | Name                 | Geburt           | Größe   | Info    | Letzter Verein                |
| ------- | ------------------ | -------------------- | ---------------- | ------- | ------- | ----------------------------- |
|         |                    | Guards (PG, SG)      |                  |         |         |                               |
| 0       | Deutschland        | Tyreese Blunt        | 03.06.2002       | 1,90 m  |         | BSG Ludwigsburg               |
| 1       | Vereinigte Staaten | Patrick Miller       | 22.05.1992       | 1,85 m  |         | Qingdao Eagles                |
| 2       | Vereinigte Staaten | Amir Bell            | 21.05.1996       | 1,93 m  |         | Hapoel Beer Sheva             |
| 12      | Vereinigte Staaten | Gerel Simmons        | 14.11.1993       | 1,88 m  |         | ERA Nymburg                   |
| 17      | Tschechien         | Jaromir Bohacik      | 26.05.1992       | 1,98 m  |         | SIG Strasbourg                |
| 21      | Vereinigte Staaten | Spencer Reaves       | 23.12.1995       | 1,91 m  |         | Bayer Giants Leverkusen       |
|         |                    | Forwards (SF, PF)    |                  |         |         |                               |
| 11      | Deutschland        | Kevin Wohlrath       | 15.02.1995       | 1,97 m  |         | Medi Bayreuth                 |
| 13      | Deutschland        | Leon Bulic           | 21.07.2001       | 2,10 m  |         | Regnitztal Baskets            |
| 33      | Deutschland        | Patrick Heckmann     | 27. Februar 1992 | 1,98 m  | A-Nat   | Ratiopharm Ulm                |
| 43      | Deutschland        | Christian Sengfelder | 28. Februar 1995 | 2,03 m  | A-Nat   | Basketball Löwen Braunschweig |
|         |                    | Center (C)           |                  |         |         |                               |
| 21      | Israel             | Gabriel Chachashvili | 08.12.1999       | 2,12 m  |         | Hapoel Galil Elyon            |
| 22      | Vereinigte Staaten | Solomon Young        | 22.04.1998       | 2,03 m  |         | Leuven Bears                  |

| Trainer     | Trainer           | Trainer                       |
| Nat.        | Name              | Position                      |
| ----------- | ----------------- | ----------------------------- |
| Israel      | Oren Amiel        | Trainer                       |
| Ungarn      | Mate Jakab        | Co-Trainer                    |
| Deutschland | Arne Woltmann     | Co-Trainer                    |
| Deutschland | Stefan Weißenböck | Leiter der Spielerentwicklung |
| Deutschland | Enzo Neck         | Team-Manager                  |

| Legende             | Legende                      |
| Abk.                | Bedeutung                    |
| ------------------- | ---------------------------- |
| (C)                 | Mannschaftskapitän           |
| A-Nat               | Nationalspieler (Erstland)   |
| DL                  | Doppellizenzspieler          |
| *                   | Zweitverein bei Doppellizenz |
| Quellen             |                              |
| Teamhomepage        |                              |
| Ligahomepage        |                              |
| Stand: 11. Mai 2022 |                              |

| Legende             | Legende                      |
| Abk.                | Bedeutung                    |
| ------------------- | ---------------------------- |
| (C)                 | Mannschaftskapitän           |
| A-Nat               | Nationalspieler (Erstland)   |
| DL                  | Doppellizenzspieler          |
| *                   | Zweitverein bei Doppellizenz |
| Quellen             |                              |
| Teamhomepage        |                              |
| Ligahomepage        |                              |
| Stand: 11. Mai 2022 |                              |

Wechsel in der Saison 2022/23
Zugänge:
- Patrick Miller
- Devon Thomas

Abgänge:
- Vaidas Kariniauskas

Wechsel nach der Saison 2021/22
Zugänge:
- Tyreese Blunt
- Amir Bell
- Justin Wright-Foreman
- Vaidas Kariniauskas
- Jaromir Bohacik
- Spencer Reaves
- Kevin Wohlrath
- Leon Bulic
- Gabriel Chachashvili
- Solomon Young

Abgänge:
- Chris Dowe
- Dominic Lockhart
- Omar Prewitt
- Shannon Scott
- Akil Mitchell
- Marvin Omuvwie
- Justin Robinson
- Martinas Geben
- Kenneth Ogbe
- Tomas Kyzlink

### Saison 2021/22
| Spieler | Spieler            | Spieler              | Spieler            | Spieler | Spieler | Spieler                       |
| Nr.     | Nat.               | Name                 | Geburt             | Größe   | Info    | Letzter Verein                |
| ------- | ------------------ | -------------------- | ------------------ | ------- | ------- | ----------------------------- |
|         |                    | Guards (PG, SG)      |                    |         |         |                               |
| 0       | Vereinigte Staaten | Chris Dowe           | 26. August 1991    | 1,88 m  |         | BC Prometey Kamianske         |
| 3       | Deutschland        | Dominic Lockhart     | 03. Juli 1994      | 1,99 m  | A-Nat   | BG Göttingen                  |
| 7       | Vereinigte Staaten | Shannon Scott        | 21. Dezember 1992  | 1,91 m  |         | Long Island Nets              |
| 12      | Vereinigte Staaten | Justin Robinson      | 12. April 1995     | 1,73 m  |         | Victoria Libertas Pesaro      |
| 25      | Deutschland        | Kenneth Ogbe         | 16. November 1994  | 1,98 m  | A-Nat   | ALBA Berlin                   |
| 77      | Tschechien         | Tomáš Kyzlink        | 18. Juni 1993      | 1,98 m  |         | USK Prag                      |
|         |                    | Forwards (SF, PF)    |                    |         |         |                               |
| 4       | Vereinigte Staaten | Omar Prewitt         | 24. September 1994 | 2,01 m  |         | ČEZ Basketball Nymburk        |
| 11      | Deutschland        | Marvin Omuvwie       | 11. Juli 1997      | 1,95 m  |         | BG Göttingen                  |
| 33      | Deutschland        | Patrick Heckmann     | 27. Februar 1992   | 1,98 m  | A-Nat   | Ratiopharm Ulm                |
| 43      | Deutschland        | Christian Sengfelder | 28. Februar 1995   | 2,03 m  | A-Nat   | Basketball Löwen Braunschweig |
|         |                    | Center (C)           |                    |         |         |                               |
| 8       | Vereinigte Staaten | Akil Mitchell        | 26. Juni 1992      | 2,06 m  |         | Karşıyaka SK (Basketball)     |
| 22      | Litauen            | Martinas Geben       | 20. Oktober 1994   | 2,08 m  |         | Žalgiris Kaunas               |

| Trainer     | Trainer             | Trainer    |
| Nat.        | Name                | Position   |
| ----------- | ------------------- | ---------- |
| Israel      | Oren Amiel          | Trainer    |
| Niederlande | Hylke van der Zweep | Co-Trainer |
| Ungarn      | Mate Jakab          | Co-Trainer |

| Legende             | Legende                      |
| Abk.                | Bedeutung                    |
| ------------------- | ---------------------------- |
| (C)                 | Mannschaftskapitän           |
| A-Nat               | Nationalspieler (Erstland)   |
| DL                  | Doppellizenzspieler          |
| *                   | Zweitverein bei Doppellizenz |
| Quellen             |                              |
| Teamhomepage        |                              |
| Ligahomepage        |                              |
| Stand: 11. Mai 2022 |                              |

| Legende             | Legende                      |
| Abk.                | Bedeutung                    |
| ------------------- | ---------------------------- |
| (C)                 | Mannschaftskapitän           |
| A-Nat               | Nationalspieler (Erstland)   |
| DL                  | Doppellizenzspieler          |
| *                   | Zweitverein bei Doppellizenz |
| Quellen             |                              |
| Teamhomepage        |                              |
| Ligahomepage        |                              |
| Stand: 11. Mai 2022 |                              |

Wechsel in der Saison 2021/22
- Shannon Scott ( Long Island Nets (im Oktober nachverpflichtet))
- Akil Mitchell ( Pınar Karşıyaka (im Dezember nachverpflichtet))
- Tomáš Kyzlink ( USK Prag (im Dezember nachverpflichtet))
- Chris Dowe ( BC Prometey Kamianske (im März nachverpflichtet))
- Elias Baggette ( Eisbären Bremerhaven (Vertragsauflösung auf Wunsch des Spielers im Januar))

Wechsel nach der Saison 2020/21
Zugänge:
- Omar Prewitt ( ČEZ Basketball Nymburk)
- Marvin Omuvwie ( BG Göttingen)
- Justin Robinson ( Victoria Libertas Pesaro)
- Martinas Geben ( Žalgiris Kaunas)
- Patrick Heckmann ( Ratiopharm Ulm)

Abgänge:
- Devon Hall ( Olimpia Milano)
- Bennet Hundt ( EWE Baskets Oldenburg)
- Joanic Grüttner Bacoul ( Tigers Tübingen)
- Tyler Larson ( Pallacanestro Reggiana)
- Alexander Ruoff (Ziel unbekannt)
- Michele Vitali ( Reyer Venezia Mestre)
- Chase Fieler ( Utsunomiya Brex)
- Mateo Seric ( Tigers Tübingen)
- David Kravish ( Galatasaray Istanbul)
- Shevon Thompson ( Agua Caliente Clippers)

### Saison 2017/18
| Spieler | Spieler            | Spieler           | Spieler            | Spieler | Spieler | Spieler                |
| Nr.     | Nat.               | Name              | Geburt             | Größe   | Info    | Letzter Verein         |
| ------- | ------------------ | ----------------- | ------------------ | ------- | ------- | ---------------------- |
|         |                    | Guards (PG, SG)   |                    |         |         |                        |
| 6       | Griechenland       | Nikolaos Zisis    | 16. August 1983    | 1,97 m  | (C)     | Fenerbahçe             |
| 0       | /                  | Daniel Hackett    | 19. Dezember 1987  | 1,99 m  | A-Nat   | Olympiakos Piräus      |
| 2       | /                  | Ricky Hickman     | 1. September 1985  | 1,89 m  | A-Nat   | Olimpia Milano         |
| 12      | Deutschland        | Maodo Lô          | 31. Dezember 1992  | 1,91 m  | A-Nat   | Columbia University    |
| 8       | Deutschland        | Lucca Staiger     | 14. Juni 1988      | 1,96 m  | A-Nat   | FC Bayern München      |
| 44      | Deutschland        | Bryce Taylor      | 27. September 1986 | 1,95 m  |         | FC Bayern München      |
| 7       | Slowenien          | Aleksej Nikolić   | 21. Februar 1995   | 1,91 m  | A-Nat   | OKK Spars Sarajevo     |
|         |                    | Forwards (SF, PF) |                    |         |         |                        |
| 3       | Vereinigte Staaten | Dorell Wright     | 2. Dezember 1985   | 2,06 m  |         | KK Igokea              |
| 9       | Serbien            | Luka Mitrović     | 21. März 1993      | 2,05 m  |         | KK Roter Stern Belgrad |
| 33      | Deutschland        | Patrick Heckmann  | 27. Februar 1992   | 1,98 m  | A-Nat   | Boston College         |
| 20      | Deutschland        | Elias Harris      | 6. Juli 1989       | 2,03 m  | A-Nat   | Los Angeles Lakers     |
| 21      | Vereinigte Staaten | Augustine Rubit   | 14. August 1989    | 2,00 m  |         | Ratiopharm Ulm         |
| 16      | Deutschland        | Louis Olinde      | 18. März 1998      | 2,05 m  | DL      | Hamburg Towers         |
|         |                    | Center (C)        |                    |         |         |                        |
| 42      | Serbien            | Dejan Musli       | 3. Januar 1991     | 2,13 m  |         | Unicaja Málaga         |
| 43      | /                  | Leon Radošević    | 26. Februar 1990   | 2,08 m  |         | Beşiktaş Istanbul      |

| Trainer      | Trainer          | Trainer    |
| Nat.         | Name             | Position   |
| ------------ | ---------------- | ---------- |
| Italien      | Luca Banchi      | Trainer    |
| Griechenland | Ilias Kantzouris | Co-Trainer |

| Legende             | Legende                      |
| Abk.                | Bedeutung                    |
| ------------------- | ---------------------------- |
| (C)                 | Mannschaftskapitän           |
| A-Nat               | Nationalspieler (Erstland)   |
| DL                  | Doppellizenzspieler          |
| *                   | Zweitverein bei Doppellizenz |
| Quellen             |                              |
| Teamhomepage        |                              |
| Ligahomepage        |                              |
| Stand: 3. März 2018 |                              |

| Legende             | Legende                      |
| Abk.                | Bedeutung                    |
| ------------------- | ---------------------------- |
| (C)                 | Mannschaftskapitän           |
| A-Nat               | Nationalspieler (Erstland)   |
| DL                  | Doppellizenzspieler          |
| *                   | Zweitverein bei Doppellizenz |
| Quellen             |                              |
| Teamhomepage        |                              |
| Ligahomepage        |                              |
| Stand: 3. März 2018 |                              |

Wechsel in der Saison 2017/18
- Quincy Miller ( Piratas de Quebradillas (Vertragsauflösung auf beiderseitigen Wunsch im November))[117]
- Dorell Wright ( KK Igokea (im Oktober nachverpflichtet))
- Dejan Musli ( Unicaja Málaga (im Dezember nachverpflichtet))
- Malik Müller ( BG Göttingen (Vertragsauflösung auf Wunsch des Spielers im Dezember))

Wechsel nach der Saison 2016/17
Zugänge:
- Daniel Hackett ( Olympiakos Piräus)
- Ricky Hickman ( Olimpia Milano)
- Bryce Taylor ( FC Bayern München)
- Quincy Miller ( Maccabi Tel Aviv)
- Luka Mitrović ( KK Roter Stern Belgrad)
- Augustine Rubit ( Ratiopharm Ulm)

Abgänge:
- Fabien Causeur ( Real Madrid)
- Jānis Strēlnieks ( Olympiakos Piräus)
- Nicolò Melli ( Fenerbahçe)
- Darius Miller ( New Orleans Pelicans)
- Daniel Theis ( Boston Celtics)
- Leon Kratzer ( s.Oliver Würzburg (für die Saison 2017/18 ausgeliehen))
- Jerel McNeal ( Strasbourg IG)
- Vladimir Veremeenko ( BK Nischni Nowgorod)

### Saison 2016/17
| Spieler | Spieler            | Spieler             | Spieler           | Spieler | Spieler | Spieler                  |
| Nr.     | Nat.               | Name                | Geburt            | Größe   | Info    | Letzter Verein           |
| ------- | ------------------ | ------------------- | ----------------- | ------- | ------- | ------------------------ |
|         |                    | Guards (PG, SG)     |                   |         |         |                          |
| 6       | Griechenland       | Nikolaos Zisis      | 16. August 1983   | 1,97 m  |         | Fenerbahçe               |
| 7       | Slowenien          | Aleksej Nikolić     | 21. Februar 1995  | 1,91 m  | A-Nat   | OKK Spars Sarajevo       |
| 8       | Deutschland        | Lucca Staiger       | 14. Juni 1988     | 1,96 m  | A-Nat   | FC Bayern München        |
| 1       | Frankreich         | Fabien Causeur      | 16. Juni 1986     | 1,95 m  |         | Laboral Kutxa Vitoria    |
| 11      | Deutschland        | Malik Müller        | 24. Januar 1994   | 1,90 m  |         | Virginia Tech University |
| 13      | Lettland           | Jānis Strēlnieks    | 1. September 1989 | 1,91 m  | A-Nat   | BK Budiwelnyk Kiew       |
| 12      | Deutschland        | Maodo Lô            | 31. Dezember 1992 | 1,91 m  | A-Nat   | Columbia University      |
|         |                    | Forwards (SF, PF)   |                   |         |         |                          |
| 4       | Italien            | Nicolò Melli        | 26. Januar 1991   | 2,05 m  | A-Nat   | Olimpia Milano           |
| 10      | Deutschland        | Daniel Theis        | 4. April 1992     | 2,04 m  | A-Nat   | Ratiopharm Ulm           |
| 20      | Deutschland        | Elias Harris        | 6. Juli 1989      | 2,03 m  | A-Nat   | Los Angeles Lakers       |
| 21      | Vereinigte Staaten | Darius Miller       | 21. März 1990     | 2,03 m  |         | New Orleans Pelicans     |
| 33      | Deutschland        | Patrick Heckmann    | 27. Februar 1992  | 1,98 m  | A-Nat   | Boston College           |
|         |                    | Center (C)          |                   |         |         |                          |
| 34      | Deutschland        | Yassin Idbihi       | 24. Juli 1983     | 2,08 m  |         | FC Bayern München        |
| 43      | Kroatien           | Leon Radošević      | 26. Februar 1990  | 2,09 m  |         | Beşiktaş Istanbul        |
| 25      | Deutschland        | Leon Kratzer        | 4. Februar 1997   | 2,12 m  | B-Nat   | Baunach Young Pikes      |
| 14      | Belarus            | Vladimir Veremeenko | 21. Juli 1984     | 2,08 m  |         | Pallacanestro Reggiana   |

| Trainer      | Trainer           | Trainer    |
| Nat.         | Name              | Position   |
| ------------ | ----------------- | ---------- |
| Italien      | Andrea Trinchieri | Trainer    |
| Griechenland | Ilias Kantzouris  | Co-Trainer |

| Legende                   | Legende                      |
| Abk.                      | Bedeutung                    |
| ------------------------- | ---------------------------- |
| (C)                       | Mannschaftskapitän           |
| A-Nat                     | Nationalspieler (Erstland)   |
| DL                        | Doppellizenzspieler          |
| *                         | Zweitverein bei Doppellizenz |
| Quellen                   |                              |
| Teamhomepage              |                              |
| Ligahomepage              |                              |
| Stand: 22. September 2016 |                              |

| Legende                   | Legende                      |
| Abk.                      | Bedeutung                    |
| ------------------------- | ---------------------------- |
| (C)                       | Mannschaftskapitän           |
| A-Nat                     | Nationalspieler (Erstland)   |
| DL                        | Doppellizenzspieler          |
| *                         | Zweitverein bei Doppellizenz |
| Quellen                   |                              |
| Teamhomepage              |                              |
| Ligahomepage              |                              |
| Stand: 22. September 2016 |                              |

Wechsel nach der Saison 2015/16
Zugänge:
- Fabien Causeur ( Laboral Kutxa Vitoria)
- Maodo Lô ( Columbia University)
- Vladimir Veremeenko ( Grissin Bon Reggio Emilia)
- Jerel McNeal ( Aris Thessaloniki BC)

Abgänge:
- Brad Wanamaker ( Darüşşafaka SK Istanbul)

### Saison 2007/08
Als ersten Neuzugang für die Saison 2007/08 präsentierte der amtierende Meister den deutschen Nationalspieler Demond Greene, der von Alba Berlin kam und in Bamberg einen Zweijahresvertrag unterschrieb. Zudem wurden der Neuseeländer Mark Dickel, der Serbe Predrag Šuput und der Australier Luke Schenscher für ein Jahr verpflichtet. Ende August 2007 stieß mit Ademola Okulaja ein weiterer deutscher Auswahlspieler zum Kader, der ebenfalls mit Zweijahresvertrag ausgestattet wurde. Somit standen Head Coach Dirk Bauermann, der zum gleichen Zeitpunkt auch Bundestrainer war, insgesamt fünf aktuelle deutsche Nationalspieler für die anstehende Saison zur Verfügung. Denn neben Greene und Okulaja blieben Steffen Hamann, Robert Garrett sowie Tim Ohlbrecht dem Team erhalten.
Die folgenden Spieler verließen Bamberg: Casey Gardner Jacobsen (Memphis Grizzlies | NBA), Timothy Begley (Ziel unbekannt, evtl. Karriereende), Sebastian Betz (ratiopharm Ulm | BBL), K’Zell Wesson (AEK Athen | A1 Ethniki), Sean Dockery (Ziel unbekannt) und Vincent Yarbrough (EnBW Ludwigsburg).
Anfang November 2007 trennte sich der vor der Saison neu verpflichtete Australier Schenscher aufgrund einer langwierigen Verletzung wieder von den Brose Baskets. Weil damit ein Platz im Kader auf der Center-Position frei geworden war, wurde rund einen Monat später der Jamaikaner Kimani Ffriend nachverpflichtet. Nach einer Serie von Niederlagen reagierten die Brose Baskets Anfang Januar 2008 und holten mit Mithat Demirel einen weiteren deutscher Nationalspieler bis zum Saisonende. Eine Woche später wurde der Jamaikaner Ffriend aus disziplinarischen Gründen freigestellt und kurz darauf – nach nicht einmal einem Monat im Dienste der Brose Baskets – wieder entlassen. Aufgrund der Neuverpflichtung Demirels wurde der Vertrag mit dem Neuseeländer Dickel am 28. Januar 2008 auf dessen Wunsch hin aufgelöst. Mit dem US-Amerikaner Jared Thomas Reiner konnte das Management am 8. Februar 2008 einen weiteren Center-Spieler bis zum Ende der Saison an den Verein binden. Da Greene aufgrund einer Verletzung für mehrere Wochen ausfiel, wurden die Brose Baskets am 21. Februar 2008 noch einmal auf dem Transfermarkt aktiv und nahmen den US-Amerikaner Dwayne Mitchell bis zum Saisonende unter Vertrag.
Somit standen den Brose Baskets zum Ende der Saison die folgenden Spieler zur Verfügung:
| Name           | Position         | Geburtsdatum      | Nationalität |
| -------------- | ---------------- | ----------------- | ------------ |
| Dirk Bauermann | Trainer          | 10. Dezember 1957 | Deutschland  |
| Rick Stafford  | Assistenztrainer | 19. April 1972    | Deutschland  |
| Volker Stix    | Assistenztrainer | 4. Juli 1974      | Deutschland  |
| Volkmar Zapf   | Athletik-Trainer | 19. August 1970   | Deutschland  |

| Nr. | Name                | Position | Geburtsdatum       | Größe  | Gewicht | Nationalität       |
| --- | ------------------- | -------- | ------------------ | ------ | ------- | ------------------ |
| 4   | Chris Ensminger     | Center   | 8. Dezember 1973   | 2,09 m | 118 kg  | Vereinigte Staaten |
| 5   | Sajmen Hauer        | Guard    | 14. März 1988      | 1,93 m | 88 kg   | Deutschland        |
| 6   | Steffen Hamann      | Guard    | 14. Juni 1981      | 1,96 m | 88 kg   | Deutschland        |
| 7   | Demond Greene       | Guard    | 15. Juni 1979      | 1,85 m | 86 kg   | Deutschland        |
| 8   | Predrag Šuput       | Forward  | 1. Juni 1977       | 2,00 m | 103 kg  | Serbien            |
| 9   | Karsten Tadda       | Guard    | 2. November 1988   | 1,90 m | 85 kg   | Serbien            |
| 10  | Darren Fenn         | Center   | 17. Februar 1980   | 2,08 m | 112 kg  | Vereinigte Staaten |
| 11  | Ivan Pavic          | Forward  | 30. September 1981 | 2,00 m | 99 kg   | Deutschland        |
| 12  | Robert Garrett      | Guard    | 18. März 1977      | 1,92 m | 96 kg   | Deutschland        |
| 13  | Ademola Okulaja     | Forward  | 10. Juli 1975      | 2,06 m | 100 kg  | Deutschland        |
| 14  | Tim Ohlbrecht       | Center   | 30. August 1988    | 2,10 m | 113 kg  | Deutschland        |
| 20  | Mithat Demirel      | Guard    | 10. Mai 1978       | 1,80 m | 75 kg   | Deutschland        |
| 23  | Dwayne Mitchell     | Guard    | 24. August 1982    | 1,96 m | 95 kg   | Vereinigte Staaten |
| 25  | Jared Thomas Reiner | Center   | 8. April 1982      | 2,11 m | 115 kg  | Vereinigte Staaten |

### Saison 2006/07
| Name           | Position         | Geburtsdatum      | Nationalität |
| -------------- | ---------------- | ----------------- | ------------ |
| Dirk Bauermann | Trainer          | 10. Dezember 1957 | Deutschland  |
| Rick Stafford  | Assistenztrainer | 19. April 1972    | Deutschland  |
| Volker Stix    | Assistenztrainer | 4. Juli 1974      | Deutschland  |
| Volkmar Zapf   | Athletik-Trainer | 19. August 1970   | Deutschland  |

| Nr. | Name              | Position | Geburtsdatum       | Größe  | Gewicht | Nationalität       |
| --- | ----------------- | -------- | ------------------ | ------ | ------- | ------------------ |
| 4   | Chris Ensminger   | Center   | 8. Dezember 1973   | 2,09 m | 118 kg  | Vereinigte Staaten |
| 5   | Sajmen Hauer      | Guard    | 14. März 1988      | 1,93 m | 88 kg   | Deutschland        |
| 6   | Steffen Hamann    | Guard    | 14. Juni 1981      | 1,96 m | 88 kg   | Deutschland        |
| 8   | Sean Dockery      | Guard    | 5. Januar 1983     | 1,88 m | 83 kg   | Vereinigte Staaten |
| 10  | Darren Fenn       | Center   | 17. Februar 1980   | 2,08 m | 112 kg  | Vereinigte Staaten |
| 11  | Ivan Pavic        | Forward  | 30. September 1981 | 2,00 m | 99 kg   | Deutschland        |
| 12  | Robert Garrett    | Guard    | 18. März 1977      | 1,92 m | 96 kg   | Deutschland        |
| 14  | Tim Ohlbrecht     | Center   | 30. August 1988    | 2,10 m | 113 kg  | Deutschland        |
| 22  | Vincent Yarbrough | Guard    | 21. März 1981      | 2,01 m | 95 kg   | Vereinigte Staaten |
| 23  | Casey Jacobsen    | Guard    | 19. März 1981      | 1,98 m | 98 kg   | Vereinigte Staaten |
| 31  | Timothy Begley    | Guard    | 8. August 1983     | 1,98 m | 92 kg   | Vereinigte Staaten |
| 44  | K’Zell Wesson     | Forward  | 24. Juni 1977      | 2,02 m | 100 kg  | Vereinigte Staaten |

## Bekannte und wichtige ehemalige Bamberger Spieler
| - Jim Wade (1969–1976) - Ljubodrag Simonović (1976–1978) - Kennith Sweet (1978–1992) - Holger Geschwindner (1983–1987) - Armin Andres (1984–1991) - Eldridge Recasner (1990/1991) - / Mike Jackel (1990–1997) - Kai Nürnberger (1991–1999) - / Bruno Roschnafsky (1992–1998) - Sylvester Kincheon (1993–1996) - / Keith Gray (1994–1996) - / Jens-Uwe Gordon (1993–1997, 1998/1999) - Sven Schultze (1995–1998) - Kevin Lynch (1996–2000) - Steffen Hamann (1999–2006, 2007/2008) | - / Derrick Taylor (2001–2005) - Chris Ensminger (2001–2008) - / Boniface N’dong (2002–2003) - Gert Kullamäe (2002–2004) - Uvis Helmanis (2002–2006) - / Rick Stafford (2002–2006) - Demond Mallet (2004–2006) - Robert Garrett (2005–2010) - Casey Jacobsen (2006/2007, 2009–2014) - Darren Fenn (2006–2008) - Tim Ohlbrecht (2006–2009) - Ademola Okulaja (2007–2009) - Demond Greene (2007–2009) - Predrag Šuput (2007–2012) - John Goldsberry (2008–2014) | - Tibor Pleiß (2009–2012) - Brian Roberts (2009–2012) - / Anton Gavel (2009–2014) - Kyle Hines (2010/2011) - P.J. Tucker (2011/2012) - Marcus Slaughter (2011/2012) - Boštjan Nachbar (2012/2013) - / Dalibor Bagarić (2014/2015) - Brad Wanamaker (2014–2016) - Daniel Theis (2014–2017) - Jānis Strēlnieks (2014–2017) - Nicolo Melli (2014–2017) - Darius Miller (2014–2017) - Nikolaos Zisis (2015–2019) |

## Cheftrainer
- 1970–1972:  Robert Lewis
- 1972–1974:  Ludovit Karpil
- 1974–1975:  Rudi Lorber/Fritz Hofmann
- 1975–1977:  Miodrag Nikolic
- 197700000:  Hilar Gese
- 1977–1978:  Fritz Hofmann
- 1978–1979:  Karel Baroch
- 1979–1981:  Peter Müller/Werner Hartmann
- 1981–1982:  Rudi Lorber
- 1982–1983:  Ludovit Karpil
- 198300000:  Hans Herbst
- 1983–1984:  Dirk Dunbar
- 1984–1986:  Werner Hartmann
- 1986–1987:  Dan Palmer
- 1987–1988:  Ljubodrag Simonović
- 1988–1994: / Terence Schofield
- 1994–1999:  Ken Scalabroni
- 1999–2001:  Armin Andres
- 200100000:  Zoran Slavnić
- 2001–2008:  Dirk Bauermann
- 2008–2014:  Chris Fleming
- 2014–02/2018:  Andrea Trinchieri
- 03/2018–06/2018:  Luca Banchi
- 2018–01/2019:  Ainars Bagatskis
- 01/2019–06/2019:  Federico Perego
- 2019–2020:  Roel Moors
- 2020–11/2021:  Johan Roijakkers
- 11/2021–02/2024:  Oren Amiel
- 02/2024–07/2024:  Arne Woltmann (übergangsweise)
- seit 07/2024: / Anton Gavel

## Kooperationspartner
Brose Bamberg und sein e. V. unterhalten Nachwuchsteams im U9-, U10-, U12-, U14-, U16- und U19-Bereich und kooperieren mit dem ProB Süd-Ligisten BBC Coburg. Seit der Saison 2009/10 findet sich mit der WNBL-Mannschaft „Team Oberfranken“ auch ein weibliches U17-Leistungsteam Programm. Seit 2012 spielt die Damenmannschaft DJK Brose Bamberg mit Unterstützung der Brose Baskets in der 1. DBBL.
Die Kooperationsteams im Überblick:
- Baunach Young Pikes (2. Regionalliga Nord)
- TSV Tröster Breitengüßbach (Regionalliga Südost, NBBL)
- Brose Bamberg e. V. (WNBL)
- Regnitztal Baskets (2. Regionalliga, JBBL)
- TTL Bamberg (2. Regionalliga, U14 Leistungsmannschaft)
- DJK Don Bosco Bamberg (U13 Leistungsmannschaft)
- BG Litzendorf
- SpVgg Roth
- Köln 99ers
- Paderborn Baskets
- BBC Coburg (ProB Süd)[119]

Mit zahlreichen Projekten im Breitensportbereich erreicht Brose Bamberg und ihre Kooperationspartner pro Jahr zusätzlich zum Leistungssport noch etwa 12.000 Kinder und Jugendliche. Zu den Projekten gehören: AG Grundschule, Basketballaktionstage, Schoolsleague, Basketballcamps, „kinder+Sport Basketball Academy“ etc.
2001 wurde der Förderverein der Basketballstiftung e. V. gegründet. Ab 2008 hieß er Förderverein der Basketballstiftung Bamberg e. V., 2013 wurde er in Brose Baskets e. V. umbenannt, 2018 in Brose Bamberg e. V. Seit 2021 heißt er Freak City Bamberg e. V. Der Verein hat als Ziel, die Nachwuchsarbeit rund um den Basketball zu unterstützen. Die Mitgliederzahl beläuft sich auf ca. 1250 (Stand Februar 2018).

## Fans
Trotz der relativ geringen Einwohnerzahl Bambergs (ca. 78.000) waren in der Saison 2006/07 die Heimspiele der Brose Baskets mit durchschnittlich 6.712 Zuschauern pro Begegnung deutschlandweit am besten besucht (2. Platz: Alba Berlin mit 6.585 Zuschauern pro Spiel). Die Auslastung der Brose Arena war mit durchschnittlich 98,97 % pro Spiel nach der Auslastung der Artland-Arena (100 % bei 3000 Plätzen) die zweithöchste. Nach offiziellen Angaben musste der Verkauf von Dauerkarten für die Saison 2007/08 zum wiederholten Male bei einem Verkaufsstand von knapp 5000 gestoppt werden, um noch Karten für den Einzelverkauf und die Fans der Gastmannschaften anbieten zu können.
Aufgrund der breiten Begeisterung für den Basketballsport innerhalb der relativ kleinen Stadt bezeichnet man die Stadt in Fachkreisen gerne als Freak City. Organisierte Unterstützung erhält der Verein von drei Fangruppierungen: Der Fanclub „Faszination Basketball Bamberg“ ist mit rund 800 Mitgliedern einer der größten Basketballfanclubs innerhalb der Bundesliga. Er ist der älteste Bamberger Fanclub und besonders für seine hohe Beteiligung an Auswärtsspielen bekannt. Dann gibt es noch den Fanclub „FreakCity Frankenpower“, welcher bei den Heimspielen auch die Trommler stellt. Dazu wurde von jungen Bamberger Fans die „Sektion Südblock 2012“ gegründet. Diese ist vor allem für ihre groß angelegten Fan-Choreographien bekannt.